# Lista de asteroides (324001-325000)
Esta é uma lista parcial de asteroides, do asteroide número 324001 até o 325000, inclusive. Veja também o índice com todas as listas disponíveis.

| Objeto Próximos à Terra | Cinturão de asteroides (interno) | Cinturão de asteroides (externo) | Centauro       |
| Cruzador de Marte       | Cinturão de asteroides (meio)    | Troianos de Júpiter              | Transnetuniano |

Veja mais dados de cada asteroide na ligação externa para o Minor Planet Center na última coluna.
Índice: 324001... 324101... 324201... 324301... 324401... 324501... 324601... 324701... 324801... 324901... 

## 324001–324100
| Designação | Designação | Descoberta  | Descoberta    | Descobridor(es)     | Categoria | Mais informações / Referência |
| Permanente | Provisória | Data        | Local         | Descobridor(es)     | Categoria | Mais informações / Referência |
| ---------- | ---------- | ----------- | ------------- | ------------------- | --------- | ----------------------------- |
| 324001     | 2005 UB274 | 24 out 2005 | Palomar       | NEAT                | —         | MPC                           |
| 324002     | 2005 UL288 | 26 out 2005 | Kitt Peak     | Spacewatch          | —         | MPC                           |
| 324003     | 2005 UV288 | 26 out 2005 | Kitt Peak     | Spacewatch          | —         | MPC                           |
| 324004     | 2005 UL290 | 26 out 2005 | Kitt Peak     | Spacewatch          | —         | MPC                           |
| 324005     | 2005 UU291 | 26 out 2005 | Kitt Peak     | Spacewatch          | —         | MPC                           |
| 324006     | 2005 UK296 | 26 out 2005 | Kitt Peak     | Spacewatch          | —         | MPC                           |
| 324007     | 2005 UL299 | 26 out 2005 | Kitt Peak     | Spacewatch          | —         | MPC                           |
| 324008     | 2005 UG302 | 26 out 2005 | Kitt Peak     | Spacewatch          | —         | MPC                           |
| 324009     | 2005 UO303 | 26 out 2005 | Kitt Peak     | Spacewatch          | —         | MPC                           |
| 324010     | 2005 UB309 | 28 out 2005 | Mount Lemmon  | Mount Lemmon Survey | —         | MPC                           |
| 324011     | 2005 UV309 | 28 out 2005 | Mount Lemmon  | Mount Lemmon Survey | —         | MPC                           |
| 324012     | 2005 UO312 | 29 out 2005 | Catalina      | CSS                 | —         | MPC                           |
| 324013     | 2005 UO313 | 27 out 2005 | Socorro       | LINEAR              | —         | MPC                           |
| 324014     | 2005 UZ324 | 29 out 2005 | Mount Lemmon  | Mount Lemmon Survey | —         | MPC                           |
| 324015     | 2005 UW330 | 28 out 2005 | Mount Lemmon  | Mount Lemmon Survey | —         | MPC                           |
| 324016     | 2005 UV348 | 23 out 2005 | Palomar       | NEAT                | —         | MPC                           |
| 324017     | 2005 UT349 | 27 out 2005 | Socorro       | LINEAR              | —         | MPC                           |
| 324018     | 2005 UE352 | 29 out 2005 | Catalina      | CSS                 | —         | MPC                           |
| 324019     | 2005 UW368 | 27 out 2005 | Kitt Peak     | Spacewatch          | —         | MPC                           |
| 324020     | 2005 UF376 | 27 out 2005 | Kitt Peak     | Spacewatch          | —         | MPC                           |
| 324021     | 2005 UB378 | 28 out 2005 | Mount Lemmon  | Mount Lemmon Survey | —         | MPC                           |
| 324022     | 2005 UH381 | 29 out 2005 | Mount Lemmon  | Mount Lemmon Survey | —         | MPC                           |
| 324023     | 2005 UO383 | 27 out 2005 | Kitt Peak     | Spacewatch          | —         | MPC                           |
| 324024     | 2005 UV389 | 29 out 2005 | Mount Lemmon  | Mount Lemmon Survey | —         | MPC                           |
| 324025     | 2005 UB402 | 27 out 2005 | Mount Lemmon  | Mount Lemmon Survey | —         | MPC                           |
| 324026     | 2005 UB405 | 29 out 2005 | Mount Lemmon  | Mount Lemmon Survey | —         | MPC                           |
| 324027     | 2005 UF414 | 25 out 2005 | Kitt Peak     | Spacewatch          | —         | MPC                           |
| 324028     | 2005 UM422 | 27 out 2005 | Mount Lemmon  | Mount Lemmon Survey | —         | MPC                           |
| 324029     | 2005 UY428 | 28 out 2005 | Mount Lemmon  | Mount Lemmon Survey | Phocaea   | MPC                           |
| 324030     | 2005 UJ432 | 28 out 2005 | Kitt Peak     | Spacewatch          | —         | MPC                           |
| 324031     | 2005 UN436 | 31 out 2005 | Kitt Peak     | Spacewatch          | —         | MPC                           |
| 324032     | 2005 UW438 | 28 out 2005 | Socorro       | LINEAR              | —         | MPC                           |
| 324033     | 2005 UD440 | 29 out 2005 | Catalina      | CSS                 | —         | MPC                           |
| 324034     | 2005 UA442 | 29 out 2005 | Catalina      | CSS                 | Eos       | MPC                           |
| 324035     | 2005 US442 | 30 out 2005 | Kitt Peak     | Spacewatch          | —         | MPC                           |
| 324036     | 2005 UZ446 | 29 out 2005 | Catalina      | CSS                 | —         | MPC                           |
| 324037     | 2005 UN455 | 29 out 2005 | Catalina      | CSS                 | —         | MPC                           |
| 324038     | 2005 UM479 | 29 out 2005 | Mount Lemmon  | Mount Lemmon Survey | —         | MPC                           |
| 324039     | 2005 UE480 | 30 out 2005 | Catalina      | CSS                 | —         | MPC                           |
| 324040     | 2005 UX481 | 20 out 2005 | Palomar       | NEAT                | —         | MPC                           |
| 324041     | 2005 UK495 | 26 out 2005 | Anderson Mesa | LONEOS              | —         | MPC                           |
| 324042     | 2005 UZ495 | 26 out 2005 | Anderson Mesa | LONEOS              | —         | MPC                           |
| 324043     | 2005 UZ511 | 28 out 2005 | Mount Lemmon  | Mount Lemmon Survey | —         | MPC                           |
| 324044     | 2005 US516 | 25 out 2005 | Apache Point  | A. C. Becker        | —         | MPC                           |
| 324045     | 2005 UO525 | 25 out 2005 | Kitt Peak     | Spacewatch          | —         | MPC                           |
| 324046     | 2005 UJ527 | 27 out 2005 | Mount Lemmon  | Mount Lemmon Survey | —         | MPC                           |
| 324047     | 2005 VZ    | 3 nov 2005  | Socorro       | LINEAR              | Juno      | MPC                           |
| 324048     | 2005 VR2   | 1 nov 2005  | Kitt Peak     | Spacewatch          | Eos       | MPC                           |
| 324049     | 2005 VA26  | 3 nov 2005  | Kitt Peak     | Spacewatch          | —         | MPC                           |
| 324050     | 2005 VB28  | 4 nov 2005  | Kitt Peak     | Spacewatch          | —         | MPC                           |
| 324051     | 2005 VZ29  | 4 nov 2005  | Kitt Peak     | Spacewatch          | —         | MPC                           |
| 324052     | 2005 VD31  | 4 nov 2005  | Kitt Peak     | Spacewatch          | —         | MPC                           |
| 324053     | 2005 VS42  | 4 nov 2005  | Catalina      | CSS                 | —         | MPC                           |
| 324054     | 2005 VA53  | 3 nov 2005  | Mount Lemmon  | Mount Lemmon Survey | Eos       | MPC                           |
| 324055     | 2005 VZ53  | 25 out 2005 | Kitt Peak     | Spacewatch          | —         | MPC                           |
| 324056     | 2005 VU56  | 4 nov 2005  | Kitt Peak     | Spacewatch          | —         | MPC                           |
| 324057     | 2005 VG58  | 5 nov 2005  | Kitt Peak     | Spacewatch          | —         | MPC                           |
| 324058     | 2005 VH59  | 5 nov 2005  | Kitt Peak     | Spacewatch          | —         | MPC                           |
| 324059     | 2005 VX60  | 5 nov 2005  | Kitt Peak     | Spacewatch          | —         | MPC                           |
| 324060     | 2005 VC61  | 5 nov 2005  | Catalina      | CSS                 | —         | MPC                           |
| 324061     | 2005 VM61  | 5 nov 2005  | Catalina      | CSS                 | —         | MPC                           |
| 324062     | 2005 VF63  | 1 nov 2005  | Mount Lemmon  | Mount Lemmon Survey | —         | MPC                           |
| 324063     | 2005 VK66  | 1 nov 2005  | Mount Lemmon  | Mount Lemmon Survey | Phocaea   | MPC                           |
| 324064     | 2005 VT77  | 6 nov 2005  | Kitt Peak     | Spacewatch          | —         | MPC                           |
| 324065     | 2005 VB87  | 6 nov 2005  | Kitt Peak     | Spacewatch          | —         | MPC                           |
| 324066     | 2005 VL97  | 5 nov 2005  | Kitt Peak     | Spacewatch          | —         | MPC                           |
| 324067     | 2005 VM97  | 5 nov 2005  | Kitt Peak     | Spacewatch          | —         | MPC                           |
| 324068     | 2005 VY123 | 12 nov 2005 | Kitt Peak     | Spacewatch          | —         | MPC                           |
| 324069     | 2005 VC124 | 5 nov 2005  | Catalina      | CSS                 | —         | MPC                           |
| 324070     | 2005 WK1   | 21 nov 2005 | Socorro       | LINEAR              | —         | MPC                           |
| 324071     | 2005 WA26  | 30 out 2005 | Mount Lemmon  | Mount Lemmon Survey | —         | MPC                           |
| 324072     | 2005 WL26  | 21 nov 2005 | Kitt Peak     | Spacewatch          | —         | MPC                           |
| 324073     | 2005 WA27  | 21 nov 2005 | Kitt Peak     | Spacewatch          | —         | MPC                           |
| 324074     | 2005 WX30  | 21 nov 2005 | Kitt Peak     | Spacewatch          | Eos       | MPC                           |
| 324075     | 2005 WH43  | 21 nov 2005 | Kitt Peak     | Spacewatch          | Brangane  | MPC                           |
| 324076     | 2005 WR49  | 25 nov 2005 | Mount Lemmon  | Mount Lemmon Survey | —         | MPC                           |
| 324077     | 2005 WU58  | 30 nov 2005 | Socorro       | LINEAR              | —         | MPC                           |
| 324078     | 2005 WZ67  | 22 nov 2005 | Kitt Peak     | Spacewatch          | —         | MPC                           |
| 324079     | 2005 WD75  | 25 nov 2005 | Kitt Peak     | Spacewatch          | —         | MPC                           |
| 324080     | 2005 WP75  | 25 nov 2005 | Kitt Peak     | Spacewatch          | —         | MPC                           |
| 324081     | 2005 WL87  | 28 nov 2005 | Mount Lemmon  | Mount Lemmon Survey | —         | MPC                           |
| 324082     | 2005 WJ90  | 28 nov 2005 | Socorro       | LINEAR              | Eos       | MPC                           |
| 324083     | 2005 WW94  | 26 nov 2005 | Kitt Peak     | Spacewatch          | —         | MPC                           |
| 324084     | 2005 WY100 | 22 nov 2005 | Kitt Peak     | Spacewatch          | —         | MPC                           |
| 324085     | 2005 WJ102 | 29 nov 2005 | Mount Lemmon  | Mount Lemmon Survey | —         | MPC                           |
| 324086     | 2005 WU102 | 25 nov 2005 | Catalina      | CSS                 | —         | MPC                           |
| 324087     | 2005 WS114 | 28 nov 2005 | Catalina      | CSS                 | —         | MPC                           |
| 324088     | 2005 WJ121 | 30 nov 2005 | Mount Lemmon  | Mount Lemmon Survey | Maria     | MPC                           |
| 324089     | 2005 WC122 | 30 nov 2005 | Mount Lemmon  | Mount Lemmon Survey | —         | MPC                           |
| 324090     | 2005 WR123 | 25 nov 2005 | Mount Lemmon  | Mount Lemmon Survey | —         | MPC                           |
| 324091     | 2005 WQ125 | 25 nov 2005 | Mount Lemmon  | Mount Lemmon Survey | —         | MPC                           |
| 324092     | 2005 WX140 | 26 nov 2005 | Mount Lemmon  | Mount Lemmon Survey | —         | MPC                           |
| 324093     | 2005 WB142 | 29 nov 2005 | Kitt Peak     | Spacewatch          | —         | MPC                           |
| 324094     | 2005 WY144 | 25 nov 2005 | Kitt Peak     | Spacewatch          | —         | MPC                           |
| 324095     | 2005 WB153 | 29 nov 2005 | Kitt Peak     | Spacewatch          | —         | MPC                           |
| 324096     | 2005 WT153 | 29 nov 2005 | Palomar       | NEAT                | —         | MPC                           |
| 324097     | 2005 WX162 | 28 nov 2005 | Mount Lemmon  | Mount Lemmon Survey | —         | MPC                           |
| 324098     | 2005 WJ164 | 29 nov 2005 | Mount Lemmon  | Mount Lemmon Survey | —         | MPC                           |
| 324099     | 2005 WR187 | 29 nov 2005 | Catalina      | CSS                 | —         | MPC                           |
| 324100     | 2005 WD195 | 30 nov 2005 | Socorro       | LINEAR              | —         | MPC                           |

## 324101–324200
| Designação | Designação | Descoberta  | Descoberta    | Descobridor(es)     | Categoria | Mais informações / Referência |
| Permanente | Provisória | Data        | Local         | Descobridor(es)     | Categoria | Mais informações / Referência |
| ---------- | ---------- | ----------- | ------------- | ------------------- | --------- | ----------------------------- |
| 324101     | 2005 WA203 | 30 nov 2005 | Kitt Peak     | Spacewatch          | —         | MPC                           |
| 324102     | 2005 XJ12  | 1 dez 2005  | Kitt Peak     | Spacewatch          | Maria     | MPC                           |
| 324103     | 2005 XK20  | 2 dez 2005  | Kitt Peak     | Spacewatch          | —         | MPC                           |
| 324104     | 2005 XD23  | 2 dez 2005  | Mount Lemmon  | Mount Lemmon Survey | Eos       | MPC                           |
| 324105     | 2005 XE30  | 1 dez 2005  | Mount Lemmon  | Mount Lemmon Survey | —         | MPC                           |
| 324106     | 2005 XB51  | 2 dez 2005  | Kitt Peak     | Spacewatch          | —         | MPC                           |
| 324107     | 2005 XE52  | 2 dez 2005  | Kitt Peak     | Spacewatch          | —         | MPC                           |
| 324108     | 2005 XS57  | 1 dez 2005  | Mount Lemmon  | Mount Lemmon Survey | —         | MPC                           |
| 324109     | 2005 XL68  | 6 dez 2005  | Kitt Peak     | Spacewatch          | —         | MPC                           |
| 324110     | 2005 XX73  | 6 dez 2005  | Kitt Peak     | Spacewatch          | —         | MPC                           |
| 324111     | 2005 XO77  | 2 dez 2005  | Mount Lemmon  | Mount Lemmon Survey | —         | MPC                           |
| 324112     | 2005 XF84  | 7 dez 2005  | Catalina      | CSS                 | Eunomia   | MPC                           |
| 324113     | 2005 XX89  | 8 dez 2005  | Kitt Peak     | Spacewatch          | —         | MPC                           |
| 324114     | 2005 XU109 | 1 dez 2005  | Kitt Peak     | M. W. Buie          | Brangane  | MPC                           |
| 324115     | 2005 XL116 | 5 dez 2005  | Kitt Peak     | Spacewatch          | —         | MPC                           |
| 324116     | 2005 YU7   | 22 dez 2005 | Kitt Peak     | Spacewatch          | —         | MPC                           |
| 324117     | 2005 YN14  | 22 dez 2005 | Kitt Peak     | Spacewatch          | —         | MPC                           |
| 324118     | 2005 YO16  | 22 dez 2005 | Kitt Peak     | Spacewatch          | —         | MPC                           |
| 324119     | 2005 YG17  | 23 dez 2005 | Kitt Peak     | Spacewatch          | —         | MPC                           |
| 324120     | 2005 YP18  | 23 dez 2005 | Kitt Peak     | Spacewatch          | —         | MPC                           |
| 324121     | 2005 YT18  | 23 dez 2005 | Kitt Peak     | Spacewatch          | Themis    | MPC                           |
| 324122     | 2005 YE30  | 25 dez 2005 | Kitt Peak     | Spacewatch          | —         | MPC                           |
| 324123     | 2005 YF31  | 22 dez 2005 | Kitt Peak     | Spacewatch          | —         | MPC                           |
| 324124     | 2005 YC32  | 22 dez 2005 | Kitt Peak     | Spacewatch          | —         | MPC                           |
| 324125     | 2005 YD33  | 1 nov 2005  | Mount Lemmon  | Mount Lemmon Survey | —         | MPC                           |
| 324126     | 2005 YR38  | 22 dez 2005 | Catalina      | CSS                 | —         | MPC                           |
| 324127     | 2005 YY39  | 22 dez 2005 | Kitt Peak     | Spacewatch          | —         | MPC                           |
| 324128     | 2005 YY46  | 25 dez 2005 | Kitt Peak     | Spacewatch          | —         | MPC                           |
| 324129     | 2005 YX52  | 30 set 2005 | Mount Lemmon  | Mount Lemmon Survey | Brangane  | MPC                           |
| 324130     | 2005 YL54  | 25 dez 2005 | Kitt Peak     | Spacewatch          | —         | MPC                           |
| 324131     | 2005 YA55  | 25 dez 2005 | Kitt Peak     | Spacewatch          | —         | MPC                           |
| 324132     | 2005 YY55  | 21 dez 2005 | Kitt Peak     | Spacewatch          | —         | MPC                           |
| 324133     | 2005 YA60  | 22 dez 2005 | Kitt Peak     | Spacewatch          | —         | MPC                           |
| 324134     | 2005 YQ65  | 25 dez 2005 | Kitt Peak     | Spacewatch          | —         | MPC                           |
| 324135     | 2005 YZ66  | 25 dez 2005 | Kitt Peak     | Spacewatch          | Ursula    | MPC                           |
| 324136     | 2005 YD85  | 25 dez 2005 | Mount Lemmon  | Mount Lemmon Survey | —         | MPC                           |
| 324137     | 2005 YH86  | 2 dez 2005  | Mount Lemmon  | Mount Lemmon Survey | —         | MPC                           |
| 324138     | 2005 YM86  | 1 nov 2005  | Mount Lemmon  | Mount Lemmon Survey | —         | MPC                           |
| 324139     | 2005 YY87  | 25 dez 2005 | Mount Lemmon  | Mount Lemmon Survey | —         | MPC                           |
| 324140     | 2005 YX89  | 26 dez 2005 | Mount Lemmon  | Mount Lemmon Survey | —         | MPC                           |
| 324141     | 2005 YR91  | 26 dez 2005 | Mount Lemmon  | Mount Lemmon Survey | —         | MPC                           |
| 324142     | 2005 YF92  | 27 dez 2005 | Mount Lemmon  | Mount Lemmon Survey | —         | MPC                           |
| 324143     | 2005 YE112 | 25 dez 2005 | Mount Lemmon  | Mount Lemmon Survey | —         | MPC                           |
| 324144     | 2005 YH117 | 25 dez 2005 | Kitt Peak     | Spacewatch          | —         | MPC                           |
| 324145     | 2005 YZ123 | 25 dez 2005 | Kitt Peak     | Spacewatch          | —         | MPC                           |
| 324146     | 2005 YP125 | 26 dez 2005 | Kitt Peak     | Spacewatch          | —         | MPC                           |
| 324147     | 2005 YP142 | 28 dez 2005 | Mount Lemmon  | Mount Lemmon Survey | —         | MPC                           |
| 324148     | 2005 YY152 | 27 out 2005 | Mount Lemmon  | Mount Lemmon Survey | —         | MPC                           |
| 324149     | 2005 YL153 | 29 dez 2005 | Catalina      | CSS                 | —         | MPC                           |
| 324150     | 2005 YU162 | 27 dez 2005 | Mount Lemmon  | Mount Lemmon Survey | Brangane  | MPC                           |
| 324151     | 2005 YG167 | 27 dez 2005 | Kitt Peak     | Spacewatch          | —         | MPC                           |
| 324152     | 2005 YH168 | 29 dez 2005 | Kitt Peak     | Spacewatch          | —         | MPC                           |
| 324153     | 2005 YV168 | 29 dez 2005 | Palomar       | NEAT                | —         | MPC                           |
| 324154     | 2005 YN176 | 22 dez 2005 | Kitt Peak     | Spacewatch          | —         | MPC                           |
| 324155     | 2005 YE177 | 22 dez 2005 | Kitt Peak     | Spacewatch          | —         | MPC                           |
| 324156     | 2005 YZ178 | 25 dez 2005 | Mount Lemmon  | Mount Lemmon Survey | Brangane  | MPC                           |
| 324157     | 2005 YC190 | 30 dez 2005 | Kitt Peak     | Spacewatch          | —         | MPC                           |
| 324158     | 2005 YY192 | 30 dez 2005 | Kitt Peak     | Spacewatch          | —         | MPC                           |
| 324159     | 2005 YF199 | 25 dez 2005 | Mount Lemmon  | Mount Lemmon Survey | —         | MPC                           |
| 324160     | 2005 YO201 | 24 dez 2005 | Kitt Peak     | Spacewatch          | —         | MPC                           |
| 324161     | 2005 YH205 | 30 nov 2005 | Mount Lemmon  | Mount Lemmon Survey | Brangane  | MPC                           |
| 324162     | 2005 YV210 | 24 dez 2005 | Catalina      | CSS                 | —         | MPC                           |
| 324163     | 2005 YP251 | 28 dez 2005 | Kitt Peak     | Spacewatch          | —         | MPC                           |
| 324164     | 2005 YZ255 | 30 dez 2005 | Kitt Peak     | Spacewatch          | —         | MPC                           |
| 324165     | 2005 YT264 | 25 dez 2005 | Kitt Peak     | Spacewatch          | —         | MPC                           |
| 324166     | 2005 YS268 | 25 dez 2005 | Kitt Peak     | Spacewatch          | —         | MPC                           |
| 324167     | 2005 YM270 | 27 dez 2005 | Mount Lemmon  | Mount Lemmon Survey | —         | MPC                           |
| 324168     | 2005 YD278 | 25 dez 2005 | Mount Lemmon  | Mount Lemmon Survey | —         | MPC                           |
| 324169     | 2005 YK283 | 27 dez 2005 | Kitt Peak     | Spacewatch          | —         | MPC                           |
| 324170     | 2005 YS284 | 28 dez 2005 | Kitt Peak     | Spacewatch          | —         | MPC                           |
| 324171     | 2006 AJ    | 2 jan 2006  | Socorro       | LINEAR              | —         | MPC                           |
| 324172     | 2006 AC4   | 29 dez 2005 | Palomar       | NEAT                | —         | MPC                           |
| 324173     | 2006 AM7   | 5 jan 2006  | Catalina      | CSS                 | —         | MPC                           |
| 324174     | 2006 AX10  | 28 dez 2005 | Kitt Peak     | Spacewatch          | —         | MPC                           |
| 324175     | 2006 AU14  | 5 jan 2006  | Mount Lemmon  | Mount Lemmon Survey | Brangane  | MPC                           |
| 324176     | 2006 AN20  | 5 jan 2006  | Catalina      | CSS                 | —         | MPC                           |
| 324177     | 2006 AV25  | 5 jan 2006  | Kitt Peak     | Spacewatch          | —         | MPC                           |
| 324178     | 2006 AD26  | 1 dez 2005  | Mount Lemmon  | Mount Lemmon Survey | Ursula    | MPC                           |
| 324179     | 2006 AA27  | 5 jan 2006  | Kitt Peak     | Spacewatch          | —         | MPC                           |
| 324180     | 2006 AX34  | 4 jan 2006  | Mount Lemmon  | Mount Lemmon Survey | —         | MPC                           |
| 324181     | 2006 AC35  | 4 jan 2006  | Kitt Peak     | Spacewatch          | —         | MPC                           |
| 324182     | 2006 AX36  | 4 jan 2006  | Kitt Peak     | Spacewatch          | —         | MPC                           |
| 324183     | 2006 AU37  | 4 jan 2006  | Kitt Peak     | Spacewatch          | —         | MPC                           |
| 324184     | 2006 AT41  | 5 jan 2006  | Kitt Peak     | Spacewatch          | —         | MPC                           |
| 324185     | 2006 AT48  | 24 dez 2005 | Kitt Peak     | Spacewatch          | —         | MPC                           |
| 324186     | 2006 AS49  | 5 jan 2006  | Kitt Peak     | Spacewatch          | —         | MPC                           |
| 324187     | 2006 AU58  | 4 jan 2006  | Kitt Peak     | Spacewatch          | —         | MPC                           |
| 324188     | 2006 AJ61  | 5 jan 2006  | Kitt Peak     | Spacewatch          | —         | MPC                           |
| 324189     | 2006 AV62  | 25 dez 2005 | Kitt Peak     | Spacewatch          | —         | MPC                           |
| 324190     | 2006 AN63  | 6 jan 2006  | Mount Lemmon  | Mount Lemmon Survey | —         | MPC                           |
| 324191     | 2006 AX65  | 8 jan 2006  | Kitt Peak     | Spacewatch          | —         | MPC                           |
| 324192     | 2006 AZ66  | 9 jan 2006  | Kitt Peak     | Spacewatch          | —         | MPC                           |
| 324193     | 2006 AJ67  | 9 jan 2006  | Kitt Peak     | Spacewatch          | —         | MPC                           |
| 324194     | 2006 AN68  | 5 jan 2006  | Mount Lemmon  | Mount Lemmon Survey | —         | MPC                           |
| 324195     | 2006 AW68  | 29 dez 2005 | Kitt Peak     | Spacewatch          | —         | MPC                           |
| 324196     | 2006 AN70  | 6 jan 2006  | Kitt Peak     | Spacewatch          | —         | MPC                           |
| 324197     | 2006 AG72  | 6 jan 2006  | Mount Lemmon  | Mount Lemmon Survey | —         | MPC                           |
| 324198     | 2006 AL73  | 8 jan 2006  | Mount Lemmon  | Mount Lemmon Survey | —         | MPC                           |
| 324199     | 2006 AE78  | 8 jan 2006  | Mount Lemmon  | Mount Lemmon Survey | —         | MPC                           |
| 324200     | 2006 AV79  | 6 jan 2006  | Anderson Mesa | LONEOS              | —         | MPC                           |

## 324201–324300
| Designação | Designação | Descoberta  | Descoberta    | Descobridor(es)     | Categoria | Mais informações / Referência |
| Permanente | Provisória | Data        | Local         | Descobridor(es)     | Categoria | Mais informações / Referência |
| ---------- | ---------- | ----------- | ------------- | ------------------- | --------- | ----------------------------- |
| 324201     | 2006 AB81  | 9 jan 2006  | Kitt Peak     | Spacewatch          | —         | MPC                           |
| 324202     | 2006 AF85  | 6 jan 2006  | Catalina      | CSS                 | —         | MPC                           |
| 324203     | 2006 AE89  | 5 jan 2006  | Mount Lemmon  | Mount Lemmon Survey | —         | MPC                           |
| 324204     | 2006 AT91  | 7 jan 2006  | Mount Lemmon  | Mount Lemmon Survey | —         | MPC                           |
| 324205     | 2006 AC96  | 12 jan 2006 | Palomar       | NEAT                | —         | MPC                           |
| 324206     | 2006 AW97  | 6 jan 2006  | Catalina      | CSS                 | —         | MPC                           |
| 324207     | 2006 AO102 | 7 jan 2006  | Mount Lemmon  | Mount Lemmon Survey | —         | MPC                           |
| 324208     | 2006 AS103 | 7 jan 2006  | Mauna Kea     | P. A. Wiegert       | —         | MPC                           |
| 324209     | 2006 BQ2   | 20 jan 2006 | Catalina      | CSS                 | —         | MPC                           |
| 324210     | 2006 BN10  | 20 jan 2006 | Kitt Peak     | Spacewatch          | Brangane  | MPC                           |
| 324211     | 2006 BJ19  | 22 jan 2006 | Mount Lemmon  | Mount Lemmon Survey | —         | MPC                           |
| 324212     | 2006 BY23  | 23 jan 2006 | Catalina      | CSS                 | —         | MPC                           |
| 324213     | 2006 BR27  | 22 jan 2006 | Mount Lemmon  | Mount Lemmon Survey | —         | MPC                           |
| 324214     | 2006 BC31  | 20 jan 2006 | Kitt Peak     | Spacewatch          | Ursula    | MPC                           |
| 324215     | 2006 BH33  | 21 jan 2006 | Kitt Peak     | Spacewatch          | —         | MPC                           |
| 324216     | 2006 BM33  | 21 jan 2006 | Kitt Peak     | Spacewatch          | —         | MPC                           |
| 324217     | 2006 BF39  | 24 jan 2006 | Nyukasa       | Mount Nyukasa Stn.  | —         | MPC                           |
| 324218     | 2006 BO41  | 22 jan 2006 | Mount Lemmon  | Mount Lemmon Survey | —         | MPC                           |
| 324219     | 2006 BA44  | 23 jan 2006 | Kitt Peak     | Spacewatch          | —         | MPC                           |
| 324220     | 2006 BP51  | 25 jan 2006 | Kitt Peak     | Spacewatch          | —         | MPC                           |
| 324221     | 2006 BM56  | 22 jan 2006 | Catalina      | CSS                 | —         | MPC                           |
| 324222     | 2006 BK60  | 26 jan 2006 | Kitt Peak     | Spacewatch          | —         | MPC                           |
| 324223     | 2006 BG61  | 22 jan 2006 | Catalina      | CSS                 | —         | MPC                           |
| 324224     | 2006 BV68  | 23 jan 2006 | Kitt Peak     | Spacewatch          | —         | MPC                           |
| 324225     | 2006 BB71  | 23 jan 2006 | Kitt Peak     | Spacewatch          | Brangane  | MPC                           |
| 324226     | 2006 BW78  | 23 jan 2006 | Kitt Peak     | Spacewatch          | —         | MPC                           |
| 324227     | 2006 BE93  | 26 jan 2006 | Kitt Peak     | Spacewatch          | —         | MPC                           |
| 324228     | 2006 BR100 | 29 jan 2006 | Marly         | Naef Obs.           | —         | MPC                           |
| 324229     | 2006 BY100 | 23 jan 2006 | Kitt Peak     | Spacewatch          | —         | MPC                           |
| 324230     | 2006 BH108 | 25 jan 2006 | Kitt Peak     | Spacewatch          | —         | MPC                           |
| 324231     | 2006 BA111 | 25 jan 2006 | Kitt Peak     | Spacewatch          | Brangane  | MPC                           |
| 324232     | 2006 BO113 | 25 jan 2006 | Kitt Peak     | Spacewatch          | —         | MPC                           |
| 324233     | 2006 BQ115 | 26 jan 2006 | Kitt Peak     | Spacewatch          | —         | MPC                           |
| 324234     | 2006 BH119 | 26 jan 2006 | Kitt Peak     | Spacewatch          | —         | MPC                           |
| 324235     | 2006 BH121 | 26 jan 2006 | Kitt Peak     | Spacewatch          | —         | MPC                           |
| 324236     | 2006 BP121 | 26 jan 2006 | Mount Lemmon  | Mount Lemmon Survey | —         | MPC                           |
| 324237     | 2006 BJ128 | 26 jan 2006 | Kitt Peak     | Spacewatch          | —         | MPC                           |
| 324238     | 2006 BG131 | 26 jan 2006 | Kitt Peak     | Spacewatch          | —         | MPC                           |
| 324239     | 2006 BB135 | 27 jan 2006 | Mount Lemmon  | Mount Lemmon Survey | —         | MPC                           |
| 324240     | 2006 BZ153 | 25 jan 2006 | Anderson Mesa | LONEOS              | —         | MPC                           |
| 324241     | 2006 BJ155 | 25 jan 2006 | Kitt Peak     | Spacewatch          | —         | MPC                           |
| 324242     | 2006 BA161 | 26 jan 2006 | Kitt Peak     | Spacewatch          | —         | MPC                           |
| 324243     | 2006 BC162 | 26 jan 2006 | Catalina      | CSS                 | —         | MPC                           |
| 324244     | 2006 BJ162 | 7 out 2005  | Mauna Kea     | A. Boattini         | —         | MPC                           |
| 324245     | 2006 BR164 | 26 jan 2006 | Kitt Peak     | Spacewatch          | —         | MPC                           |
| 324246     | 2006 BJ169 | 26 jan 2006 | Mount Lemmon  | Mount Lemmon Survey | —         | MPC                           |
| 324247     | 2006 BW169 | 26 jan 2006 | Kitt Peak     | Spacewatch          | —         | MPC                           |
| 324248     | 2006 BD172 | 27 jan 2006 | Kitt Peak     | Spacewatch          | —         | MPC                           |
| 324249     | 2006 BG177 | 27 jan 2006 | Kitt Peak     | Spacewatch          | —         | MPC                           |
| 324250     | 2006 BX181 | 27 jan 2006 | Mount Lemmon  | Mount Lemmon Survey | Brangane  | MPC                           |
| 324251     | 2006 BC184 | 28 jan 2006 | Mount Lemmon  | Mount Lemmon Survey | —         | MPC                           |
| 324252     | 2006 BT184 | 28 jan 2006 | Mount Lemmon  | Mount Lemmon Survey | —         | MPC                           |
| 324253     | 2006 BM185 | 28 jan 2006 | Mount Lemmon  | Mount Lemmon Survey | —         | MPC                           |
| 324254     | 2006 BE189 | 28 jan 2006 | Kitt Peak     | Spacewatch          | Ursula    | MPC                           |
| 324255     | 2006 BQ203 | 31 jan 2006 | Kitt Peak     | Spacewatch          | —         | MPC                           |
| 324256     | 2006 BZ210 | 31 jan 2006 | Catalina      | CSS                 | —         | MPC                           |
| 324257     | 2006 BH211 | 31 jan 2006 | Kitt Peak     | Spacewatch          | —         | MPC                           |
| 324258     | 2006 BH212 | 31 jan 2006 | Kitt Peak     | Spacewatch          | —         | MPC                           |
| 324259     | 2006 BZ214 | 24 jan 2006 | Anderson Mesa | LONEOS              | —         | MPC                           |
| 324260     | 2006 BT217 | 29 jan 2006 | Catalina      | CSS                 | —         | MPC                           |
| 324261     | 2006 BQ226 | 30 jan 2006 | Catalina      | CSS                 | —         | MPC                           |
| 324262     | 2006 BV226 | 30 jan 2006 | Kitt Peak     | Spacewatch          | —         | MPC                           |
| 324263     | 2006 BN232 | 31 jan 2006 | Kitt Peak     | Spacewatch          | —         | MPC                           |
| 324264     | 2006 BN239 | 4 fev 1995  | Kitt Peak     | Spacewatch          | —         | MPC                           |
| 324265     | 2006 BO243 | 29 mar 2001 | Kitt Peak     | Spacewatch          | Ursula    | MPC                           |
| 324266     | 2006 BR262 | 31 jan 2006 | Kitt Peak     | Spacewatch          | —         | MPC                           |
| 324267     | 2006 BC265 | 31 jan 2006 | Kitt Peak     | Spacewatch          | Ursula    | MPC                           |
| 324268     | 2006 BM274 | 30 jan 2006 | Kitt Peak     | Spacewatch          | —         | MPC                           |
| 324269     | 2006 BT274 | 23 jan 2006 | Kitt Peak     | Spacewatch          | —         | MPC                           |
| 324270     | 2006 BB275 | 26 jan 2006 | Mount Lemmon  | Mount Lemmon Survey | Ursula    | MPC                           |
| 324271     | 2006 BG278 | 22 jan 2006 | Mount Lemmon  | Mount Lemmon Survey | —         | MPC                           |
| 324272     | 2006 BV278 | 25 jan 2006 | Kitt Peak     | Spacewatch          | —         | MPC                           |
| 324273     | 2006 BS283 | 22 jan 2006 | Mount Lemmon  | Mount Lemmon Survey | Brangane  | MPC                           |
| 324274     | 2006 CT2   | 23 jan 2006 | Mount Lemmon  | Mount Lemmon Survey | —         | MPC                           |
| 324275     | 2006 CH10  | 4 fev 2006  | Wrightwood    | J. W. Young         | —         | MPC                           |
| 324276     | 2006 CF12  | 1 fev 2006  | Kitt Peak     | Spacewatch          | —         | MPC                           |
| 324277     | 2006 CA26  | 2 fev 2006  | Kitt Peak     | Spacewatch          | Brangane  | MPC                           |
| 324278     | 2006 CQ37  | 2 fev 2006  | Mount Lemmon  | Mount Lemmon Survey | —         | MPC                           |
| 324279     | 2006 CE39  | 2 fev 2006  | Kitt Peak     | Spacewatch          | —         | MPC                           |
| 324280     | 2006 CE45  | 3 fev 2006  | Kitt Peak     | Spacewatch          | —         | MPC                           |
| 324281     | 2006 CV48  | 3 fev 2006  | Kitt Peak     | Spacewatch          | —         | MPC                           |
| 324282     | 2006 CU49  | 3 fev 2006  | Socorro       | LINEAR              | —         | MPC                           |
| 324283     | 2006 CM54  | 4 fev 2006  | Mount Lemmon  | Mount Lemmon Survey | —         | MPC                           |
| 324284     | 2006 CJ59  | 6 fev 2006  | Kitt Peak     | Spacewatch          | —         | MPC                           |
| 324285     | 2006 CG61  | 21 mar 2001 | Anderson Mesa | LONEOS              | —         | MPC                           |
| 324286     | 2006 CA62  | 7 dez 2005  | Catalina      | CSS                 | —         | MPC                           |
| 324287     | 2006 DO    | 20 fev 2006 | Vicques       | M. Ory              | Brangane  | MPC                           |
| 324288     | 2006 DV9   | 21 fev 2006 | Catalina      | CSS                 | —         | MPC                           |
| 324289     | 2006 DE15  | 20 fev 2006 | Kitt Peak     | Spacewatch          | —         | MPC                           |
| 324290     | 2006 DG15  | 20 fev 2006 | Kitt Peak     | Spacewatch          | —         | MPC                           |
| 324291     | 2006 DV26  | 20 fev 2006 | Kitt Peak     | Spacewatch          | —         | MPC                           |
| 324292     | 2006 DK41  | 23 fev 2006 | Anderson Mesa | LONEOS              | —         | MPC                           |
| 324293     | 2006 DV45  | 20 fev 2006 | Kitt Peak     | Spacewatch          | —         | MPC                           |
| 324294     | 2006 DY46  | 20 fev 2006 | Mount Lemmon  | Mount Lemmon Survey | Ursula    | MPC                           |
| 324295     | 2006 DT55  | 24 fev 2006 | Mount Lemmon  | Mount Lemmon Survey | —         | MPC                           |
| 324296     | 2006 DL56  | 24 fev 2006 | Mount Lemmon  | Mount Lemmon Survey | —         | MPC                           |
| 324297     | 2006 DA57  | 24 fev 2006 | Mount Lemmon  | Mount Lemmon Survey | Ursula    | MPC                           |
| 324298     | 2006 DC71  | 21 fev 2006 | Kitt Peak     | Spacewatch          | —         | MPC                           |
| 324299     | 2006 DC77  | 24 fev 2006 | Kitt Peak     | Spacewatch          | —         | MPC                           |
| 324300     | 2006 DR84  | 24 fev 2006 | Kitt Peak     | Spacewatch          | Brangane  | MPC                           |

## 324301–324400
| Designação | Designação | Descoberta  | Descoberta        | Descobridor(es)     | Categoria | Mais informações / Referência |
| Permanente | Provisória | Data        | Local             | Descobridor(es)     | Categoria | Mais informações / Referência |
| ---------- | ---------- | ----------- | ----------------- | ------------------- | --------- | ----------------------------- |
| 324301     | 2006 DG98  | 25 fev 2006 | Kitt Peak         | Spacewatch          | —         | MPC                           |
| 324302     | 2006 DT101 | 25 fev 2006 | Kitt Peak         | Spacewatch          | —         | MPC                           |
| 324303     | 2006 DK111 | 27 fev 2006 | Kitt Peak         | Spacewatch          | —         | MPC                           |
| 324304     | 2006 DP118 | 28 fev 2006 | Mount Lemmon      | Mount Lemmon Survey | —         | MPC                           |
| 324305     | 2006 DL123 | 24 fev 2006 | Mount Lemmon      | Mount Lemmon Survey | —         | MPC                           |
| 324306     | 2006 DD132 | 25 fev 2006 | Kitt Peak         | Spacewatch          | —         | MPC                           |
| 324307     | 2006 DR141 | 26 mar 1995 | Kitt Peak         | Spacewatch          | —         | MPC                           |
| 324308     | 2006 DG153 | 25 fev 2006 | Mount Lemmon      | Mount Lemmon Survey | —         | MPC                           |
| 324309     | 2006 DV181 | 27 fev 2006 | Kitt Peak         | Spacewatch          | —         | MPC                           |
| 324310     | 2006 DQ184 | 27 fev 2006 | Mount Lemmon      | Mount Lemmon Survey | —         | MPC                           |
| 324311     | 2006 DR187 | 27 fev 2006 | Kitt Peak         | Spacewatch          | Ursula    | MPC                           |
| 324312     | 2006 DZ190 | 27 fev 2006 | Kitt Peak         | Spacewatch          | —         | MPC                           |
| 324313     | 2006 DA195 | 28 fev 2006 | Mount Lemmon      | Mount Lemmon Survey | Ursula    | MPC                           |
| 324314     | 2006 DF196 | 22 fev 2006 | Catalina          | CSS                 | —         | MPC                           |
| 324315     | 2006 DR198 | 27 fev 2006 | Catalina          | CSS                 | —         | MPC                           |
| 324316     | 2006 DZ199 | 24 fev 2006 | Anderson Mesa     | LONEOS              | —         | MPC                           |
| 324317     | 2006 EP52  | 5 mar 2006  | Kitt Peak         | Spacewatch          | —         | MPC                           |
| 324318     | 2006 FY11  | 23 mar 2006 | Kitt Peak         | Spacewatch          | —         | MPC                           |
| 324319     | 2006 GG20  | 2 abr 2006  | Kitt Peak         | Spacewatch          | —         | MPC                           |
| 324320     | 2006 GS48  | 9 abr 2006  | Kitt Peak         | Spacewatch          | —         | MPC                           |
| 324321     | 2006 HS50  | 26 abr 2006 | Mount Lemmon      | Mount Lemmon Survey | —         | MPC                           |
| 324322     | 2006 HB62  | 24 abr 2006 | Kitt Peak         | Spacewatch          | —         | MPC                           |
| 324323     | 2006 HL90  | 26 abr 2006 | Kitt Peak         | Spacewatch          | —         | MPC                           |
| 324324     | 2006 HP92  | 29 abr 2006 | Kitt Peak         | Spacewatch          | —         | MPC                           |
| 324325     | 2006 HZ144 | 27 abr 2006 | Cerro Tololo      | M. W. Buie          | —         | MPC                           |
| 324326     | 2006 HL147 | 27 abr 2006 | Cerro Tololo      | M. W. Buie          | —         | MPC                           |
| 324327     | 2006 JB72  | 1 mai 2006  | Mauna Kea         | P. A. Wiegert       | —         | MPC                           |
| 324328     | 2006 KM61  | 22 mai 2006 | Kitt Peak         | Spacewatch          | —         | MPC                           |
| 324329     | 2006 KU71  | 22 mai 2006 | Kitt Peak         | Spacewatch          | —         | MPC                           |
| 324330     | 2006 OG1   | 18 jul 2006 | Lulin Observatory | LUSS                | —         | MPC                           |
| 324331     | 2006 OE12  | 21 jul 2006 | Catalina          | CSS                 | —         | MPC                           |
| 324332     | 2006 OR12  | 18 jul 2006 | Siding Spring     | SSS                 | —         | MPC                           |
| 324333     | 2006 OW16  | 21 jul 2006 | Mount Lemmon      | Mount Lemmon Survey | —         | MPC                           |
| 324334     | 2006 PO    | 5 ago 2006  | Pla D'Arguines    | R. Ferrando         | —         | MPC                           |
| 324335     | 2006 PG5   | 12 ago 2006 | Palomar           | NEAT                | —         | MPC                           |
| 324336     | 2006 PC11  | 13 ago 2006 | Palomar           | NEAT                | —         | MPC                           |
| 324337     | 2006 PV13  | 14 ago 2006 | Siding Spring     | SSS                 | —         | MPC                           |
| 324338     | 2006 PZ14  | 15 ago 2006 | Palomar           | NEAT                | —         | MPC                           |
| 324339     | 2006 PO16  | 15 ago 2006 | Palomar           | NEAT                | —         | MPC                           |
| 324340     | 2006 PB21  | 15 ago 2006 | Palomar           | NEAT                | —         | MPC                           |
| 324341     | 2006 PN26  | 15 ago 2006 | Palomar           | NEAT                | —         | MPC                           |
| 324342     | 2006 PB27  | 15 ago 2006 | Palomar           | NEAT                | —         | MPC                           |
| 324343     | 2006 QV2   | 17 ago 2006 | Palomar           | NEAT                | —         | MPC                           |
| 324344     | 2006 QH10  | 19 ago 2006 | Reedy Creek       | J. Broughton        | —         | MPC                           |
| 324345     | 2006 QZ11  | 16 ago 2006 | Siding Spring     | SSS                 | —         | MPC                           |
| 324346     | 2006 QQ16  | 17 ago 2006 | Palomar           | NEAT                | —         | MPC                           |
| 324347     | 2006 QR18  | 17 ago 2006 | Palomar           | NEAT                | —         | MPC                           |
| 324348     | 2006 QW24  | 17 ago 2006 | Palomar           | NEAT                | —         | MPC                           |
| 324349     | 2006 QQ31  | 17 ago 2006 | Palomar           | NEAT                | —         | MPC                           |
| 324350     | 2006 QZ33  | 24 ago 2006 | Pla D'Arguines    | R. Ferrando         | —         | MPC                           |
| 324351     | 2006 QY35  | 17 ago 2006 | Palomar           | NEAT                | —         | MPC                           |
| 324352     | 2006 QC38  | 16 ago 2006 | Siding Spring     | SSS                 | —         | MPC                           |
| 324353     | 2006 QR55  | 22 ago 2006 | Palomar           | NEAT                | —         | MPC                           |
| 324354     | 2006 QJ57  | 25 ago 2006 | Mayhill           | A. Lowe             | —         | MPC                           |
| 324355     | 2006 QA61  | 21 ago 2006 | Socorro           | LINEAR              | —         | MPC                           |
| 324356     | 2006 QU80  | 24 ago 2006 | Socorro           | LINEAR              | —         | MPC                           |
| 324357     | 2006 QB81  | 24 ago 2006 | Palomar           | NEAT                | —         | MPC                           |
| 324358     | 2006 QB100 | 24 ago 2006 | Socorro           | LINEAR              | —         | MPC                           |
| 324359     | 2006 QL106 | 28 ago 2006 | Catalina          | CSS                 | —         | MPC                           |
| 324360     | 2006 QG108 | 28 ago 2006 | Catalina          | CSS                 | —         | MPC                           |
| 324361     | 2006 QV114 | 27 ago 2006 | Anderson Mesa     | LONEOS              | —         | MPC                           |
| 324362     | 2006 QE116 | 27 ago 2006 | Anderson Mesa     | LONEOS              | —         | MPC                           |
| 324363     | 2006 QF116 | 27 ago 2006 | Anderson Mesa     | LONEOS              | —         | MPC                           |
| 324364     | 2006 QO121 | 29 ago 2006 | Catalina          | CSS                 | —         | MPC                           |
| 324365     | 2006 QD129 | 17 ago 2006 | Palomar           | NEAT                | —         | MPC                           |
| 324366     | 2006 QC134 | 24 ago 2006 | Socorro           | LINEAR              | —         | MPC                           |
| 324367     | 2006 QY139 | 18 ago 2006 | Palomar           | NEAT                | —         | MPC                           |
| 324368     | 2006 QZ165 | 29 ago 2006 | Catalina          | CSS                 | —         | MPC                           |
| 324369     | 2006 QF166 | 29 ago 2006 | Catalina          | CSS                 | —         | MPC                           |
| 324370     | 2006 QV167 | 30 ago 2006 | Anderson Mesa     | LONEOS              | —         | MPC                           |
| 324371     | 2006 QH183 | 28 ago 2006 | Anderson Mesa     | LONEOS              | —         | MPC                           |
| 324372     | 2006 RW2   | 12 set 2006 | Socorro           | LINEAR              | —         | MPC                           |
| 324373     | 2006 RA4   | 12 set 2006 | Catalina          | CSS                 | —         | MPC                           |
| 324374     | 2006 RE9   | 12 set 2006 | Catalina          | CSS                 | —         | MPC                           |
| 324375     | 2006 RN11  | 12 set 2006 | Catalina          | CSS                 | —         | MPC                           |
| 324376     | 2006 RY17  | 14 set 2006 | Palomar           | NEAT                | —         | MPC                           |
| 324377     | 2006 RZ27  | 14 set 2006 | Catalina          | CSS                 | —         | MPC                           |
| 324378     | 2006 RO33  | 11 set 2006 | Catalina          | CSS                 | —         | MPC                           |
| 324379     | 2006 RY35  | 14 set 2006 | Catalina          | CSS                 | —         | MPC                           |
| 324380     | 2006 RW37  | 12 set 2006 | Catalina          | CSS                 | —         | MPC                           |
| 324381     | 2006 RB53  | 14 set 2006 | Kitt Peak         | Spacewatch          | —         | MPC                           |
| 324382     | 2006 RH59  | 15 set 2006 | Kitt Peak         | Spacewatch          | —         | MPC                           |
| 324383     | 2006 RS78  | 15 set 2006 | Kitt Peak         | Spacewatch          | —         | MPC                           |
| 324384     | 2006 RJ88  | 15 set 2006 | Kitt Peak         | Spacewatch          | —         | MPC                           |
| 324385     | 2006 RN90  | 15 set 2006 | Kitt Peak         | Spacewatch          | —         | MPC                           |
| 324386     | 2006 RL95  | 15 set 2006 | Kitt Peak         | Spacewatch          | —         | MPC                           |
| 324387     | 2006 RR96  | 15 set 2006 | Kitt Peak         | Spacewatch          | —         | MPC                           |
| 324388     | 2006 RH112 | 14 set 2006 | Mauna Kea         | J. Masiero          | —         | MPC                           |
| 324389     | 2006 SV3   | 16 set 2006 | Catalina          | CSS                 | —         | MPC                           |
| 324390     | 2006 SM18  | 17 set 2006 | Kitt Peak         | Spacewatch          | —         | MPC                           |
| 324391     | 2006 SD21  | 16 set 2006 | Anderson Mesa     | LONEOS              | —         | MPC                           |
| 324392     | 2006 SO22  | 17 set 2006 | Anderson Mesa     | LONEOS              | —         | MPC                           |
| 324393     | 2006 SD31  | 17 set 2006 | Kitt Peak         | Spacewatch          | —         | MPC                           |
| 324394     | 2006 SH36  | 17 set 2006 | Anderson Mesa     | LONEOS              | —         | MPC                           |
| 324395     | 2006 SB43  | 18 set 2006 | Kitt Peak         | Spacewatch          | —         | MPC                           |
| 324396     | 2006 SR53  | 16 set 2006 | Catalina          | CSS                 | —         | MPC                           |
| 324397     | 2006 SP55  | 18 set 2006 | Catalina          | CSS                 | —         | MPC                           |
| 324398     | 2006 SX88  | 18 set 2006 | Kitt Peak         | Spacewatch          | —         | MPC                           |
| 324399     | 2006 SU91  | 18 set 2006 | Kitt Peak         | Spacewatch          | —         | MPC                           |
| 324400     | 2006 SQ108 | 19 set 2006 | Kitt Peak         | Spacewatch          | —         | MPC                           |

## 324401–324500
| Designação | Designação | Descoberta  | Descoberta    | Descobridor(es)       | Categoria | Mais informações / Referência |
| Permanente | Provisória | Data        | Local         | Descobridor(es)       | Categoria | Mais informações / Referência |
| ---------- | ---------- | ----------- | ------------- | --------------------- | --------- | ----------------------------- |
| 324401     | 2006 SZ122 | 19 set 2006 | Catalina      | CSS                   | —         | MPC                           |
| 324402     | 2006 SM150 | 19 set 2006 | Kitt Peak     | Spacewatch            | —         | MPC                           |
| 324403     | 2006 SM151 | 19 set 2006 | Kitt Peak     | Spacewatch            | —         | MPC                           |
| 324404     | 2006 SE155 | 22 set 2006 | Socorro       | LINEAR                | —         | MPC                           |
| 324405     | 2006 ST160 | 23 set 2006 | Kitt Peak     | Spacewatch            | —         | MPC                           |
| 324406     | 2006 SP185 | 25 set 2006 | Kitt Peak     | Spacewatch            | —         | MPC                           |
| 324407     | 2006 SB197 | 26 set 2006 | Mount Lemmon  | Mount Lemmon Survey   | —         | MPC                           |
| 324408     | 2006 SH200 | 24 set 2006 | Kitt Peak     | Spacewatch            | —         | MPC                           |
| 324409     | 2006 SE202 | 24 set 2006 | Kitt Peak     | Spacewatch            | —         | MPC                           |
| 324410     | 2006 SY216 | 27 set 2006 | Kitt Peak     | Spacewatch            | —         | MPC                           |
| 324411     | 2006 SE217 | 28 set 2006 | Jarnac        | Jarnac Obs.           | —         | MPC                           |
| 324412     | 2006 SL219 | 15 set 2006 | Kitt Peak     | Spacewatch            | —         | MPC                           |
| 324413     | 2006 SH242 | 26 set 2006 | Kitt Peak     | Spacewatch            | Mitidika  | MPC                           |
| 324414     | 2006 SM247 | 26 set 2006 | Mount Lemmon  | Mount Lemmon Survey   | —         | MPC                           |
| 324415     | 2006 ST265 | 26 set 2006 | Kitt Peak     | Spacewatch            | —         | MPC                           |
| 324416     | 2006 SN280 | 29 set 2006 | Anderson Mesa | LONEOS                | —         | MPC                           |
| 324417     | 2006 SS290 | 27 set 2006 | Moletai       | Molėtai Obs.          | —         | MPC                           |
| 324418     | 2006 SX305 | 27 set 2006 | Kitt Peak     | Spacewatch            | —         | MPC                           |
| 324419     | 2006 SE307 | 27 set 2006 | Kitt Peak     | Spacewatch            | —         | MPC                           |
| 324420     | 2006 SD315 | 27 set 2006 | Kitt Peak     | Spacewatch            | —         | MPC                           |
| 324421     | 2006 SM320 | 27 set 2006 | Kitt Peak     | Spacewatch            | Meliboea  | MPC                           |
| 324422     | 2006 SN320 | 27 set 2006 | Kitt Peak     | Spacewatch            | —         | MPC                           |
| 324423     | 2006 SD323 | 27 set 2006 | Kitt Peak     | Spacewatch            | —         | MPC                           |
| 324424     | 2006 SC325 | 27 set 2006 | Kitt Peak     | Spacewatch            | —         | MPC                           |
| 324425     | 2006 SZ350 | 30 set 2006 | Catalina      | CSS                   | —         | MPC                           |
| 324426     | 2006 SX354 | 30 set 2006 | Mount Lemmon  | Mount Lemmon Survey   | —         | MPC                           |
| 324427     | 2006 SR358 | 30 set 2006 | Catalina      | CSS                   | —         | MPC                           |
| 324428     | 2006 SD360 | 30 set 2006 | Mount Lemmon  | Mount Lemmon Survey   | —         | MPC                           |
| 324429     | 2006 SF372 | 18 set 2006 | Catalina      | CSS                   | Phocaea   | MPC                           |
| 324430     | 2006 SL393 | 28 set 2006 | Mount Lemmon  | Mount Lemmon Survey   | —         | MPC                           |
| 324431     | 2006 SY403 | 30 set 2006 | Mount Lemmon  | Mount Lemmon Survey   | —         | MPC                           |
| 324432     | 2006 SL408 | 30 set 2006 | Mount Lemmon  | Mount Lemmon Survey   | Mitidika  | MPC                           |
| 324433     | 2006 SP408 | 30 set 2006 | Mount Lemmon  | Mount Lemmon Survey   | —         | MPC                           |
| 324434     | 2006 ST409 | 19 set 2006 | Kitt Peak     | Spacewatch            | —         | MPC                           |
| 324435     | 2006 TA2   | 1 out 2006  | Kitt Peak     | Spacewatch            | —         | MPC                           |
| 324436     | 2006 TO8   | 4 out 2006  | Mount Lemmon  | Mount Lemmon Survey   | —         | MPC                           |
| 324437     | 2006 TX21  | 11 out 2006 | Kitt Peak     | Spacewatch            | —         | MPC                           |
| 324438     | 2006 TP29  | 12 out 2006 | Kitt Peak     | Spacewatch            | —         | MPC                           |
| 324439     | 2006 TU30  | 12 out 2006 | Kitt Peak     | Spacewatch            | —         | MPC                           |
| 324440     | 2006 TU33  | 26 set 2006 | Mount Lemmon  | Mount Lemmon Survey   | —         | MPC                           |
| 324441     | 2006 TB38  | 12 out 2006 | Kitt Peak     | Spacewatch            | —         | MPC                           |
| 324442     | 2006 TY50  | 12 out 2006 | Kitt Peak     | Spacewatch            | —         | MPC                           |
| 324443     | 2006 TJ54  | 12 out 2006 | Palomar       | NEAT                  | —         | MPC                           |
| 324444     | 2006 TS69  | 11 out 2006 | Palomar       | NEAT                  | —         | MPC                           |
| 324445     | 2006 TW75  | 11 out 2006 | Palomar       | NEAT                  | —         | MPC                           |
| 324446     | 2006 TK79  | 12 out 2006 | Kitt Peak     | Spacewatch            | —         | MPC                           |
| 324447     | 2006 TR82  | 13 out 2006 | Kitt Peak     | Spacewatch            | —         | MPC                           |
| 324448     | 2006 TU93  | 15 out 2006 | Kitt Peak     | Spacewatch            | —         | MPC                           |
| 324449     | 2006 TR101 | 15 out 2006 | Kitt Peak     | Spacewatch            | —         | MPC                           |
| 324450     | 2006 TR102 | 15 out 2006 | Kitt Peak     | Spacewatch            | —         | MPC                           |
| 324451     | 2006 TA107 | 11 out 2006 | Palomar       | NEAT                  | —         | MPC                           |
| 324452     | 2006 TE124 | 2 out 2006  | Mount Lemmon  | Mount Lemmon Survey   | —         | MPC                           |
| 324453     | 2006 TH124 | 2 out 2006  | Mount Lemmon  | Mount Lemmon Survey   | —         | MPC                           |
| 324454     | 2006 TV124 | 4 out 2006  | Mount Lemmon  | Mount Lemmon Survey   | —         | MPC                           |
| 324455     | 2006 UH1   | 16 out 2006 | Piszkéstető   | K. Sárneczky, Z. Kuli | —         | MPC                           |
| 324456     | 2006 UE8   | 16 out 2006 | Catalina      | CSS                   | —         | MPC                           |
| 324457     | 2006 UH8   | 16 out 2006 | Catalina      | CSS                   | —         | MPC                           |
| 324458     | 2006 UR8   | 16 out 2006 | Catalina      | CSS                   | —         | MPC                           |
| 324459     | 2006 UZ9   | 16 out 2006 | Kitt Peak     | Spacewatch            | —         | MPC                           |
| 324460     | 2006 UJ16  | 17 out 2006 | Mount Lemmon  | Mount Lemmon Survey   | —         | MPC                           |
| 324461     | 2006 UP16  | 17 out 2006 | Mount Lemmon  | Mount Lemmon Survey   | —         | MPC                           |
| 324462     | 2006 UJ20  | 16 out 2006 | Kitt Peak     | Spacewatch            | —         | MPC                           |
| 324463     | 2006 UR26  | 16 out 2006 | Kitt Peak     | Spacewatch            | —         | MPC                           |
| 324464     | 2006 UW26  | 16 out 2006 | Kitt Peak     | Spacewatch            | —         | MPC                           |
| 324465     | 2006 UB33  | 16 out 2006 | Kitt Peak     | Spacewatch            | Mitidika  | MPC                           |
| 324466     | 2006 UT42  | 16 out 2006 | Kitt Peak     | Spacewatch            | —         | MPC                           |
| 324467     | 2006 UP43  | 16 out 2006 | Kitt Peak     | Spacewatch            | —         | MPC                           |
| 324468     | 2006 UU53  | 17 out 2006 | Mount Lemmon  | Mount Lemmon Survey   | —         | MPC                           |
| 324469     | 2006 UC55  | 17 out 2006 | Mount Lemmon  | Mount Lemmon Survey   | —         | MPC                           |
| 324470     | 2006 UU69  | 16 out 2006 | Catalina      | CSS                   | —         | MPC                           |
| 324471     | 2006 UN73  | 17 out 2006 | Kitt Peak     | Spacewatch            | —         | MPC                           |
| 324472     | 2006 UZ82  | 17 out 2006 | Kitt Peak     | Spacewatch            | —         | MPC                           |
| 324473     | 2006 UC88  | 17 out 2006 | Kitt Peak     | Spacewatch            | —         | MPC                           |
| 324474     | 2006 UZ89  | 17 out 2006 | Kitt Peak     | Spacewatch            | —         | MPC                           |
| 324475     | 2006 UB92  | 18 out 2006 | Kitt Peak     | Spacewatch            | —         | MPC                           |
| 324476     | 2006 US95  | 18 out 2006 | Kitt Peak     | Spacewatch            | —         | MPC                           |
| 324477     | 2006 UU99  | 18 out 2006 | Kitt Peak     | Spacewatch            | —         | MPC                           |
| 324478     | 2006 UQ100 | 18 out 2006 | Kitt Peak     | Spacewatch            | —         | MPC                           |
| 324479     | 2006 UJ104 | 18 out 2006 | Kitt Peak     | Spacewatch            | —         | MPC                           |
| 324480     | 2006 UN104 | 18 out 2006 | Kitt Peak     | Spacewatch            | —         | MPC                           |
| 324481     | 2006 US108 | 18 out 2006 | Kitt Peak     | Spacewatch            | —         | MPC                           |
| 324482     | 2006 UK133 | 19 out 2006 | Kitt Peak     | Spacewatch            | —         | MPC                           |
| 324483     | 2006 UL135 | 19 out 2006 | Kitt Peak     | Spacewatch            | —         | MPC                           |
| 324484     | 2006 UO136 | 19 out 2006 | Mount Lemmon  | Mount Lemmon Survey   | —         | MPC                           |
| 324485     | 2006 UA142 | 19 out 2006 | Kitt Peak     | Spacewatch            | —         | MPC                           |
| 324486     | 2006 UY142 | 19 out 2006 | Kitt Peak     | Spacewatch            | —         | MPC                           |
| 324487     | 2006 UL156 | 21 out 2006 | Catalina      | CSS                   | —         | MPC                           |
| 324488     | 2006 UD179 | 16 out 2006 | Socorro       | LINEAR                | —         | MPC                           |
| 324489     | 2006 UD202 | 22 out 2006 | Kitt Peak     | Spacewatch            | —         | MPC                           |
| 324490     | 2006 UH208 | 23 out 2006 | Kitt Peak     | Spacewatch            | —         | MPC                           |
| 324491     | 2006 UK210 | 23 out 2006 | Kitt Peak     | Spacewatch            | —         | MPC                           |
| 324492     | 2006 US232 | 21 out 2006 | Palomar       | NEAT                  | —         | MPC                           |
| 324493     | 2006 UO233 | 22 out 2006 | Kitt Peak     | Spacewatch            | —         | MPC                           |
| 324494     | 2006 UA235 | 22 out 2006 | Mount Lemmon  | Mount Lemmon Survey   | —         | MPC                           |
| 324495     | 2006 UD248 | 27 out 2006 | Mount Lemmon  | Mount Lemmon Survey   | —         | MPC                           |
| 324496     | 2006 UV260 | 20 out 2006 | Kitt Peak     | Spacewatch            | —         | MPC                           |
| 324497     | 2006 UN271 | 27 out 2006 | Mount Lemmon  | Mount Lemmon Survey   | —         | MPC                           |
| 324498     | 2006 UM279 | 28 out 2006 | Mount Lemmon  | Mount Lemmon Survey   | —         | MPC                           |
| 324499     | 2006 UG285 | 28 out 2006 | Mount Lemmon  | Mount Lemmon Survey   | —         | MPC                           |
| 324500     | 2006 UJ285 | 28 out 2006 | Mount Lemmon  | Mount Lemmon Survey   | —         | MPC                           |

## 324501–324600
| Designação | Designação | Descoberta  | Descoberta       | Descobridor(es)     | Categoria | Mais informações / Referência |
| Permanente | Provisória | Data        | Local            | Descobridor(es)     | Categoria | Mais informações / Referência |
| ---------- | ---------- | ----------- | ---------------- | ------------------- | --------- | ----------------------------- |
| 324501     | 2006 UQ286 | 28 out 2006 | Kitt Peak        | Spacewatch          | —         | MPC                           |
| 324502     | 2006 UO288 | 21 out 2006 | Kitt Peak        | Spacewatch          | —         | MPC                           |
| 324503     | 2006 UY328 | 21 out 2006 | Mount Lemmon     | Mount Lemmon Survey | —         | MPC                           |
| 324504     | 2006 UQ334 | 20 out 2006 | Kitt Peak        | Spacewatch          | —         | MPC                           |
| 324505     | 2006 UC346 | 17 out 2006 | Catalina         | CSS                 | Koronis   | MPC                           |
| 324506     | 2006 VZ5   | 10 nov 2006 | Kitt Peak        | Spacewatch          | —         | MPC                           |
| 324507     | 2006 VV20  | 9 nov 2006  | Kitt Peak        | Spacewatch          | —         | MPC                           |
| 324508     | 2006 VN29  | 10 nov 2006 | Kitt Peak        | Spacewatch          | —         | MPC                           |
| 324509     | 2006 VZ32  | 11 nov 2006 | Catalina         | CSS                 | —         | MPC                           |
| 324510     | 2006 VG37  | 11 nov 2006 | Catalina         | CSS                 | —         | MPC                           |
| 324511     | 2006 VH45  | 10 nov 2006 | Kitt Peak        | Spacewatch          | —         | MPC                           |
| 324512     | 2006 VD46  | 9 nov 2006  | Kitt Peak        | Spacewatch          | —         | MPC                           |
| 324513     | 2006 VD51  | 10 nov 2006 | Kitt Peak        | Spacewatch          | —         | MPC                           |
| 324514     | 2006 VH55  | 11 nov 2006 | Kitt Peak        | Spacewatch          | —         | MPC                           |
| 324515     | 2006 VS55  | 11 nov 2006 | Kitt Peak        | Spacewatch          | —         | MPC                           |
| 324516     | 2006 VV55  | 11 nov 2006 | Kitt Peak        | Spacewatch          | —         | MPC                           |
| 324517     | 2006 VV72  | 11 nov 2006 | Mount Lemmon     | Mount Lemmon Survey | —         | MPC                           |
| 324518     | 2006 VW72  | 11 nov 2006 | Mount Lemmon     | Mount Lemmon Survey | —         | MPC                           |
| 324519     | 2006 VC85  | 13 nov 2006 | Kitt Peak        | Spacewatch          | —         | MPC                           |
| 324520     | 2006 VS87  | 14 nov 2006 | Catalina         | CSS                 | —         | MPC                           |
| 324521     | 2006 VS92  | 15 nov 2006 | Kitt Peak        | Spacewatch          | —         | MPC                           |
| 324522     | 2006 VJ101 | 11 nov 2006 | Kitt Peak        | Spacewatch          | —         | MPC                           |
| 324523     | 2006 VU106 | 13 nov 2006 | Catalina         | CSS                 | —         | MPC                           |
| 324524     | 2006 VZ108 | 20 out 2006 | Mount Lemmon     | Mount Lemmon Survey | —         | MPC                           |
| 324525     | 2006 VZ111 | 13 nov 2006 | Palomar          | NEAT                | —         | MPC                           |
| 324526     | 2006 VX113 | 13 nov 2006 | Kitt Peak        | Spacewatch          | —         | MPC                           |
| 324527     | 2006 VN119 | 14 nov 2006 | Kitt Peak        | Spacewatch          | —         | MPC                           |
| 324528     | 2006 VA128 | 15 nov 2006 | Kitt Peak        | Spacewatch          | —         | MPC                           |
| 324529     | 2006 VW135 | 15 nov 2006 | Kitt Peak        | Spacewatch          | —         | MPC                           |
| 324530     | 2006 VJ138 | 15 nov 2006 | Kitt Peak        | Spacewatch          | —         | MPC                           |
| 324531     | 2006 VD139 | 28 out 2006 | Mount Lemmon     | Mount Lemmon Survey | —         | MPC                           |
| 324532     | 2006 VR144 | 15 nov 2006 | Catalina         | CSS                 | —         | MPC                           |
| 324533     | 2006 VF146 | 15 nov 2006 | Catalina         | CSS                 | —         | MPC                           |
| 324534     | 2006 VW168 | 11 nov 2006 | Kitt Peak        | Spacewatch          | —         | MPC                           |
| 324535     | 2006 VZ173 | 15 nov 2006 | Catalina         | CSS                 | —         | MPC                           |
| 324536     | 2006 WW9   | 16 nov 2006 | Mount Lemmon     | Mount Lemmon Survey | —         | MPC                           |
| 324537     | 2006 WL11  | 16 nov 2006 | Socorro          | LINEAR              | —         | MPC                           |
| 324538     | 2006 WG12  | 16 nov 2006 | Mount Lemmon     | Mount Lemmon Survey | —         | MPC                           |
| 324539     | 2006 WA17  | 17 nov 2006 | Socorro          | LINEAR              | —         | MPC                           |
| 324540     | 2006 WT27  | 22 nov 2006 | 7300 Observatory | W. K. Y. Yeung      | —         | MPC                           |
| 324541     | 2006 WM30  | 18 nov 2006 | Mount Lemmon     | Mount Lemmon Survey | —         | MPC                           |
| 324542     | 2006 WZ34  | 16 nov 2006 | Kitt Peak        | Spacewatch          | —         | MPC                           |
| 324543     | 2006 WW41  | 16 nov 2006 | Mount Lemmon     | Mount Lemmon Survey | —         | MPC                           |
| 324544     | 2006 WH42  | 16 nov 2006 | Mount Lemmon     | Mount Lemmon Survey | —         | MPC                           |
| 324545     | 2006 WK44  | 16 nov 2006 | Kitt Peak        | Spacewatch          | —         | MPC                           |
| 324546     | 2006 WO48  | 16 nov 2006 | Kitt Peak        | Spacewatch          | —         | MPC                           |
| 324547     | 2006 WC50  | 16 nov 2006 | Mount Lemmon     | Mount Lemmon Survey | —         | MPC                           |
| 324548     | 2006 WD57  | 16 nov 2006 | Kitt Peak        | Spacewatch          | —         | MPC                           |
| 324549     | 2006 WN64  | 17 nov 2006 | Mount Lemmon     | Mount Lemmon Survey | —         | MPC                           |
| 324550     | 2006 WB68  | 17 nov 2006 | Mount Lemmon     | Mount Lemmon Survey | —         | MPC                           |
| 324551     | 2006 WA69  | 17 nov 2006 | Mount Lemmon     | Mount Lemmon Survey | —         | MPC                           |
| 324552     | 2006 WG78  | 18 nov 2006 | Kitt Peak        | Spacewatch          | —         | MPC                           |
| 324553     | 2006 WL80  | 18 nov 2006 | Kitt Peak        | Spacewatch          | —         | MPC                           |
| 324554     | 2006 WM82  | 18 nov 2006 | Kitt Peak        | Spacewatch          | —         | MPC                           |
| 324555     | 2006 WJ83  | 18 nov 2006 | Socorro          | LINEAR              | —         | MPC                           |
| 324556     | 2006 WP92  | 19 nov 2006 | Kitt Peak        | Spacewatch          | —         | MPC                           |
| 324557     | 2006 WZ97  | 19 nov 2006 | Kitt Peak        | Spacewatch          | —         | MPC                           |
| 324558     | 2006 WR98  | 19 nov 2006 | Kitt Peak        | Spacewatch          | —         | MPC                           |
| 324559     | 2006 WG102 | 19 nov 2006 | Kitt Peak        | Spacewatch          | —         | MPC                           |
| 324560     | 2006 WR109 | 19 nov 2006 | Kitt Peak        | Spacewatch          | —         | MPC                           |
| 324561     | 2006 WM111 | 19 nov 2006 | Kitt Peak        | Spacewatch          | —         | MPC                           |
| 324562     | 2006 WZ116 | 20 nov 2006 | Mount Lemmon     | Mount Lemmon Survey | —         | MPC                           |
| 324563     | 2006 WC120 | 21 nov 2006 | Mount Lemmon     | Mount Lemmon Survey | —         | MPC                           |
| 324564     | 2006 WP130 | 17 nov 2006 | Catalina         | CSS                 | —         | MPC                           |
| 324565     | 2006 WD136 | 19 nov 2006 | Kitt Peak        | Spacewatch          | —         | MPC                           |
| 324566     | 2006 WX136 | 19 nov 2006 | Catalina         | CSS                 | —         | MPC                           |
| 324567     | 2006 WP140 | 20 nov 2006 | Kitt Peak        | Spacewatch          | —         | MPC                           |
| 324568     | 2006 WF149 | 20 nov 2006 | Kitt Peak        | Spacewatch          | —         | MPC                           |
| 324569     | 2006 WM152 | 21 nov 2006 | Mount Lemmon     | Mount Lemmon Survey | —         | MPC                           |
| 324570     | 2006 WW155 | 22 nov 2006 | Kitt Peak        | Spacewatch          | Mitidika  | MPC                           |
| 324571     | 2006 WX170 | 11 nov 2006 | Kitt Peak        | Spacewatch          | —         | MPC                           |
| 324572     | 2006 WN171 | 23 nov 2006 | Kitt Peak        | Spacewatch          | —         | MPC                           |
| 324573     | 2006 WR179 | 24 nov 2006 | Mount Lemmon     | Mount Lemmon Survey | —         | MPC                           |
| 324574     | 2006 WX190 | 25 nov 2006 | Kitt Peak        | Spacewatch          | —         | MPC                           |
| 324575     | 2006 WO193 | 27 nov 2006 | Mount Lemmon     | Mount Lemmon Survey | —         | MPC                           |
| 324576     | 2006 WH194 | 27 nov 2006 | Kitt Peak        | Spacewatch          | —         | MPC                           |
| 324577     | 2006 WZ197 | 16 nov 2006 | Mount Lemmon     | Mount Lemmon Survey | —         | MPC                           |
| 324578     | 2006 WE198 | 27 nov 2006 | Mount Lemmon     | Mount Lemmon Survey | —         | MPC                           |
| 324579     | 2006 WQ198 | 18 nov 2006 | Mount Lemmon     | Mount Lemmon Survey | —         | MPC                           |
| 324580     | 2006 WT204 | 22 nov 2006 | Mount Lemmon     | Mount Lemmon Survey | —         | MPC                           |
| 324581     | 2006 XC    | 8 dez 2006  | Sandlot          | Sandlot Obs.        | —         | MPC                           |
| 324582     | 2006 XK    | 9 dez 2006  | Socorro          | LINEAR              | —         | MPC                           |
| 324583     | 2006 XZ    | 9 dez 2006  | 7300             | W. K. Y. Yeung      | —         | MPC                           |
| 324584     | 2006 XZ11  | 10 dez 2006 | Kitt Peak        | Spacewatch          | —         | MPC                           |
| 324585     | 2006 XA12  | 16 nov 2006 | Kitt Peak        | Spacewatch          | —         | MPC                           |
| 324586     | 2006 XB12  | 18 nov 2006 | Socorro          | LINEAR              | —         | MPC                           |
| 324587     | 2006 XU15  | 10 dez 2006 | Kitt Peak        | Spacewatch          | —         | MPC                           |
| 324588     | 2006 XH17  | 10 dez 2006 | Kitt Peak        | Spacewatch          | —         | MPC                           |
| 324589     | 2006 XZ19  | 11 dez 2006 | Kitt Peak        | Spacewatch          | —         | MPC                           |
| 324590     | 2006 XN20  | 11 dez 2006 | Kitt Peak        | Spacewatch          | —         | MPC                           |
| 324591     | 2006 XF22  | 12 dez 2006 | Kitt Peak        | Spacewatch          | —         | MPC                           |
| 324592     | 2006 XN34  | 11 dez 2006 | Kitt Peak        | Spacewatch          | —         | MPC                           |
| 324593     | 2006 XJ46  | 13 dez 2006 | Socorro          | LINEAR              | —         | MPC                           |
| 324594     | 2006 XX47  | 13 dez 2006 | Kitt Peak        | Spacewatch          | Phocaea   | MPC                           |
| 324595     | 2006 XG53  | 14 dez 2006 | Socorro          | LINEAR              | Flora     | MPC                           |
| 324596     | 2006 XF55  | 15 dez 2006 | Socorro          | LINEAR              | —         | MPC                           |
| 324597     | 2006 XP55  | 1 dez 2006  | Mount Lemmon     | Mount Lemmon Survey | —         | MPC                           |
| 324598     | 2006 XD59  | 14 dez 2006 | Kitt Peak        | Spacewatch          | —         | MPC                           |
| 324599     | 2006 XF62  | 15 dez 2006 | Mount Lemmon     | Mount Lemmon Survey | —         | MPC                           |
| 324600     | 2006 XJ65  | 12 dez 2006 | Palomar          | NEAT                | —         | MPC                           |

## 324601–324700
| Designação | Designação | Descoberta  | Descoberta       | Descobridor(es)     | Categoria | Mais informações / Referência |
| Permanente | Provisória | Data        | Local            | Descobridor(es)     | Categoria | Mais informações / Referência |
| ---------- | ---------- | ----------- | ---------------- | ------------------- | --------- | ----------------------------- |
| 324601     | 2006 XL68  | 13 dez 2006 | Socorro          | LINEAR              | —         | MPC                           |
| 324602     | 2006 YF2   | 17 dez 2006 | 7300             | W. K. Y. Yeung      | —         | MPC                           |
| 324603     | 2006 YB8   | 20 dez 2006 | Mount Lemmon     | Mount Lemmon Survey | —         | MPC                           |
| 324604     | 2006 YJ8   | 20 dez 2006 | Mount Lemmon     | Mount Lemmon Survey | —         | MPC                           |
| 324605     | 2006 YE9   | 20 dez 2006 | Mount Lemmon     | Mount Lemmon Survey | —         | MPC                           |
| 324606     | 2006 YA10  | 30 ago 2005 | Campo Imperatore | CINEOS              | —         | MPC                           |
| 324607     | 2006 YF16  | 21 dez 2006 | Palomar          | NEAT                | —         | MPC                           |
| 324608     | 2006 YP16  | 11 dez 2006 | Kitt Peak        | Spacewatch          | —         | MPC                           |
| 324609     | 2006 YT19  | 21 nov 2006 | Mount Lemmon     | Mount Lemmon Survey | —         | MPC                           |
| 324610     | 2006 YF20  | 21 dez 2006 | Kitt Peak        | Spacewatch          | —         | MPC                           |
| 324611     | 2006 YV22  | 21 dez 2006 | Kitt Peak        | Spacewatch          | —         | MPC                           |
| 324612     | 2006 YO24  | 9 dez 2006  | Kitt Peak        | Spacewatch          | —         | MPC                           |
| 324613     | 2006 YR25  | 21 dez 2006 | Kitt Peak        | Spacewatch          | —         | MPC                           |
| 324614     | 2006 YE33  | 21 dez 2006 | Kitt Peak        | Spacewatch          | —         | MPC                           |
| 324615     | 2006 YV33  | 21 dez 2006 | Kitt Peak        | Spacewatch          | —         | MPC                           |
| 324616     | 2006 YO37  | 21 dez 2006 | Kitt Peak        | Spacewatch          | —         | MPC                           |
| 324617     | 2006 YZ38  | 21 dez 2006 | Kitt Peak        | Spacewatch          | —         | MPC                           |
| 324618     | 2006 YJ53  | 21 dez 2006 | Kitt Peak        | Spacewatch          | —         | MPC                           |
| 324619     | 2006 YF55  | 17 dez 2006 | Mount Lemmon     | Mount Lemmon Survey | —         | MPC                           |
| 324620     | 2007 AG1   | 8 jan 2007  | Mount Lemmon     | Mount Lemmon Survey | —         | MPC                           |
| 324621     | 2007 AE10  | 9 jan 2007  | Mount Lemmon     | Mount Lemmon Survey | —         | MPC                           |
| 324622     | 2007 AQ10  | 10 jan 2007 | Socorro          | LINEAR              | —         | MPC                           |
| 324623     | 2007 AQ21  | 15 jan 2007 | Catalina         | CSS                 | —         | MPC                           |
| 324624     | 2007 AQ23  | 15 nov 2006 | Mount Lemmon     | Mount Lemmon Survey | —         | MPC                           |
| 324625     | 2007 AV29  | 10 jan 2007 | Mount Lemmon     | Mount Lemmon Survey | —         | MPC                           |
| 324626     | 2007 BT5   | 17 jan 2007 | Palomar          | NEAT                | —         | MPC                           |
| 324627     | 2007 BW5   | 17 jan 2007 | Palomar          | NEAT                | —         | MPC                           |
| 324628     | 2007 BY6   | 17 jan 2007 | Mount Lemmon     | Mount Lemmon Survey | —         | MPC                           |
| 324629     | 2007 BJ13  | 17 jan 2007 | Kitt Peak        | Spacewatch          | —         | MPC                           |
| 324630     | 2007 BK14  | 17 jan 2007 | Kitt Peak        | Spacewatch          | —         | MPC                           |
| 324631     | 2007 BR14  | 17 jan 2007 | Kitt Peak        | Spacewatch          | —         | MPC                           |
| 324632     | 2007 BP27  | 24 jan 2007 | Catalina         | CSS                 | —         | MPC                           |
| 324633     | 2007 BT27  | 24 jan 2007 | Catalina         | CSS                 | —         | MPC                           |
| 324634     | 2007 BW38  | 24 jan 2007 | Catalina         | CSS                 | —         | MPC                           |
| 324635     | 2007 BT39  | 24 jan 2007 | Mount Lemmon     | Mount Lemmon Survey | —         | MPC                           |
| 324636     | 2007 BA41  | 24 jan 2007 | Mount Lemmon     | Mount Lemmon Survey | —         | MPC                           |
| 324637     | 2007 BU42  | 24 jan 2007 | Mount Lemmon     | Mount Lemmon Survey | —         | MPC                           |
| 324638     | 2007 BT47  | 26 jan 2007 | Kitt Peak        | Spacewatch          | —         | MPC                           |
| 324639     | 2007 BA67  | 27 jan 2007 | Mount Lemmon     | Mount Lemmon Survey | —         | MPC                           |
| 324640     | 2007 BP71  | 3 nov 2005  | Kitt Peak        | Spacewatch          | —         | MPC                           |
| 324641     | 2007 BP74  | 17 jan 2007 | Kitt Peak        | Spacewatch          | Phocaea   | MPC                           |
| 324642     | 2007 BB76  | 28 jan 2007 | Mount Lemmon     | Mount Lemmon Survey | —         | MPC                           |
| 324643     | 2007 BG76  | 17 jan 2007 | Catalina         | CSS                 | —         | MPC                           |
| 324644     | 2007 CV    | 6 fev 2007  | Kitt Peak        | Spacewatch          | Flora     | MPC                           |
| 324645     | 2007 CU4   | 6 fev 2007  | Mount Lemmon     | Mount Lemmon Survey | —         | MPC                           |
| 324646     | 2007 CU5   | 5 fev 2007  | Palomar          | NEAT                | —         | MPC                           |
| 324647     | 2007 CE11  | 6 fev 2007  | Mount Lemmon     | Mount Lemmon Survey | —         | MPC                           |
| 324648     | 2007 CE13  | 4 abr 2003  | Kitt Peak        | Spacewatch          | —         | MPC                           |
| 324649     | 2007 CK18  | 8 fev 2007  | Mount Lemmon     | Mount Lemmon Survey | —         | MPC                           |
| 324650     | 2007 CQ19  | 6 fev 2007  | Kitt Peak        | Spacewatch          | —         | MPC                           |
| 324651     | 2007 CL24  | 5 abr 2003  | Kitt Peak        | Spacewatch          | —         | MPC                           |
| 324652     | 2007 CZ28  | 6 fev 2007  | Mount Lemmon     | Mount Lemmon Survey | —         | MPC                           |
| 324653     | 2007 CA32  | 22 nov 2006 | Mount Lemmon     | Mount Lemmon Survey | —         | MPC                           |
| 324654     | 2007 CP37  | 6 fev 2007  | Kitt Peak        | Spacewatch          | —         | MPC                           |
| 324655     | 2007 CK50  | 8 fev 2007  | Palomar          | NEAT                | —         | MPC                           |
| 324656     | 2007 CJ52  | 10 fev 2007 | Catalina         | CSS                 | —         | MPC                           |
| 324657     | 2007 CV52  | 28 nov 2006 | Mount Lemmon     | Mount Lemmon Survey | —         | MPC                           |
| 324658     | 2007 CL61  | 15 fev 2007 | Palomar          | NEAT                | —         | MPC                           |
| 324659     | 2007 CC65  | 6 fev 2007  | Kitt Peak        | Spacewatch          | —         | MPC                           |
| 324660     | 2007 DR    | 18 fev 2007 | Mayhill          | A. Lowe             | —         | MPC                           |
| 324661     | 2007 DA5   | 25 jan 2007 | Kitt Peak        | Spacewatch          | Phocaea   | MPC                           |
| 324662     | 2007 DK9   | 24 dez 2006 | Mount Lemmon     | Mount Lemmon Survey | —         | MPC                           |
| 324663     | 2007 DZ17  | 17 fev 2007 | Kitt Peak        | Spacewatch          | —         | MPC                           |
| 324664     | 2007 DP19  | 17 fev 2007 | Kitt Peak        | Spacewatch          | —         | MPC                           |
| 324665     | 2007 DG20  | 17 fev 2007 | Kitt Peak        | Spacewatch          | —         | MPC                           |
| 324666     | 2007 DU28  | 12 set 2004 | Kitt Peak        | Spacewatch          | —         | MPC                           |
| 324667     | 2007 DW31  | 17 fev 2007 | Kitt Peak        | Spacewatch          | —         | MPC                           |
| 324668     | 2007 DO34  | 17 fev 2007 | Kitt Peak        | Spacewatch          | Maria     | MPC                           |
| 324669     | 2007 DG40  | 19 fev 2007 | Kitt Peak        | Spacewatch          | —         | MPC                           |
| 324670     | 2007 DX48  | 21 fev 2007 | Mount Lemmon     | Mount Lemmon Survey | —         | MPC                           |
| 324671     | 2007 DH58  | 22 nov 2005 | Kitt Peak        | Spacewatch          | —         | MPC                           |
| 324672     | 2007 DE61  | 22 fev 2007 | Kitt Peak        | Spacewatch          | —         | MPC                           |
| 324673     | 2007 DR62  | 26 jan 2007 | Kitt Peak        | Spacewatch          | —         | MPC                           |
| 324674     | 2007 DX63  | 21 fev 2007 | Kitt Peak        | Spacewatch          | —         | MPC                           |
| 324675     | 2007 DY72  | 21 fev 2007 | Kitt Peak        | Spacewatch          | —         | MPC                           |
| 324676     | 2007 DC79  | 23 fev 2007 | Kitt Peak        | Spacewatch          | —         | MPC                           |
| 324677     | 2007 DM84  | 25 fev 2007 | Mount Lemmon     | Mount Lemmon Survey | —         | MPC                           |
| 324678     | 2007 DB93  | 23 fev 2007 | Socorro          | LINEAR              | —         | MPC                           |
| 324679     | 2007 DN93  | 23 fev 2007 | Kitt Peak        | Spacewatch          | —         | MPC                           |
| 324680     | 2007 DB103 | 27 jan 2007 | Kitt Peak        | Spacewatch          | —         | MPC                           |
| 324681     | 2007 DL105 | 16 fev 2007 | Mount Lemmon     | Mount Lemmon Survey | —         | MPC                           |
| 324682     | 2007 DE106 | 23 fev 2007 | Kitt Peak        | Spacewatch          | —         | MPC                           |
| 324683     | 2007 DR113 | 21 fev 2007 | Mount Lemmon     | Mount Lemmon Survey | —         | MPC                           |
| 324684     | 2007 EC2   | 9 mar 2007  | Kitt Peak        | Spacewatch          | —         | MPC                           |
| 324685     | 2007 ED2   | 9 mar 2007  | Kitt Peak        | Spacewatch          | —         | MPC                           |
| 324686     | 2007 ED7   | 9 mar 2007  | Mount Lemmon     | Mount Lemmon Survey | —         | MPC                           |
| 324687     | 2007 ED9   | 25 dez 2005 | Kitt Peak        | Spacewatch          | —         | MPC                           |
| 324688     | 2007 EJ10  | 6 mar 2007  | Palomar          | NEAT                | —         | MPC                           |
| 324689     | 2007 EP16  | 9 mar 2007  | Kitt Peak        | Spacewatch          | Charis    | MPC                           |
| 324690     | 2007 EB17  | 9 mar 2007  | Kitt Peak        | Spacewatch          | —         | MPC                           |
| 324691     | 2007 EC19  | 21 fev 2007 | Mount Lemmon     | Mount Lemmon Survey | —         | MPC                           |
| 324692     | 2007 EF29  | 9 mar 2007  | Mount Lemmon     | Mount Lemmon Survey | —         | MPC                           |
| 324693     | 2007 EN38  | 11 mar 2007 | Kitt Peak        | Spacewatch          | —         | MPC                           |
| 324694     | 2007 EC42  | 9 mar 2007  | Kitt Peak        | Spacewatch          | —         | MPC                           |
| 324695     | 2007 EM42  | 9 mar 2007  | Kitt Peak        | Spacewatch          | —         | MPC                           |
| 324696     | 2007 EH46  | 9 mar 2007  | Mount Lemmon     | Mount Lemmon Survey | —         | MPC                           |
| 324697     | 2007 EP46  | 9 mar 2007  | Kitt Peak        | Spacewatch          | —         | MPC                           |
| 324698     | 2007 EL56  | 12 mar 2007 | Kitt Peak        | Spacewatch          | Brangane  | MPC                           |
| 324699     | 2007 ED75  | 10 mar 2007 | Kitt Peak        | Spacewatch          | —         | MPC                           |
| 324700     | 2007 EN92  | 10 mar 2007 | Palomar          | NEAT                | —         | MPC                           |

## 324701–324800
| Designação | Designação | Descoberta  | Descoberta        | Descobridor(es)     | Categoria | Mais informações / Referência |
| Permanente | Provisória | Data        | Local             | Descobridor(es)     | Categoria | Mais informações / Referência |
| ---------- | ---------- | ----------- | ----------------- | ------------------- | --------- | ----------------------------- |
| 324701     | 2007 EQ93  | 10 mar 2007 | Kitt Peak         | Spacewatch          | —         | MPC                           |
| 324702     | 2007 EL97  | 11 mar 2007 | Kitt Peak         | Spacewatch          | —         | MPC                           |
| 324703     | 2007 EQ100 | 11 mar 2007 | Catalina          | CSS                 | —         | MPC                           |
| 324704     | 2007 EX101 | 11 mar 2007 | Kitt Peak         | Spacewatch          | —         | MPC                           |
| 324705     | 2007 EV109 | 11 mar 2007 | Kitt Peak         | Spacewatch          | —         | MPC                           |
| 324706     | 2007 EJ111 | 26 fev 2007 | Mount Lemmon      | Mount Lemmon Survey | —         | MPC                           |
| 324707     | 2007 EH112 | 11 mar 2007 | Kitt Peak         | Spacewatch          | —         | MPC                           |
| 324708     | 2007 EJ117 | 13 mar 2007 | Mount Lemmon      | Mount Lemmon Survey | —         | MPC                           |
| 324709     | 2007 EZ117 | 13 mar 2007 | Mount Lemmon      | Mount Lemmon Survey | —         | MPC                           |
| 324710     | 2007 EN126 | 9 mar 2007  | Kitt Peak         | Spacewatch          | Eos       | MPC                           |
| 324711     | 2007 EA131 | 9 mar 2007  | Mount Lemmon      | Mount Lemmon Survey | —         | MPC                           |
| 324712     | 2007 EQ131 | 9 mar 2007  | Mount Lemmon      | Mount Lemmon Survey | —         | MPC                           |
| 324713     | 2007 EU133 | 9 mar 2007  | Mount Lemmon      | Mount Lemmon Survey | Eos       | MPC                           |
| 324714     | 2007 EA134 | 9 mar 2007  | Mount Lemmon      | Mount Lemmon Survey | —         | MPC                           |
| 324715     | 2007 EG134 | 9 mar 2007  | Mount Lemmon      | Mount Lemmon Survey | —         | MPC                           |
| 324716     | 2007 EF135 | 10 mar 2007 | Mount Lemmon      | Mount Lemmon Survey | —         | MPC                           |
| 324717     | 2007 EK135 | 10 mar 2007 | Mount Lemmon      | Mount Lemmon Survey | —         | MPC                           |
| 324718     | 2007 EB139 | 12 mar 2007 | Kitt Peak         | Spacewatch          | —         | MPC                           |
| 324719     | 2007 EW139 | 12 mar 2007 | Kitt Peak         | Spacewatch          | —         | MPC                           |
| 324720     | 2007 ER144 | 12 mar 2007 | Mount Lemmon      | Mount Lemmon Survey | —         | MPC                           |
| 324721     | 2007 ES144 | 26 fev 2007 | Mount Lemmon      | Mount Lemmon Survey | Brangane  | MPC                           |
| 324722     | 2007 EO145 | 12 mar 2007 | Mount Lemmon      | Mount Lemmon Survey | —         | MPC                           |
| 324723     | 2007 EY146 | 12 mar 2007 | Mount Lemmon      | Mount Lemmon Survey | —         | MPC                           |
| 324724     | 2007 ES147 | 12 mar 2007 | Mount Lemmon      | Mount Lemmon Survey | —         | MPC                           |
| 324725     | 2007 EA151 | 12 mar 2007 | Kitt Peak         | Spacewatch          | —         | MPC                           |
| 324726     | 2007 EG165 | 15 mar 2007 | Mount Lemmon      | Mount Lemmon Survey | —         | MPC                           |
| 324727     | 2007 EO166 | 11 mar 2007 | Mount Lemmon      | Mount Lemmon Survey | —         | MPC                           |
| 324728     | 2007 EC168 | 13 mar 2007 | Kitt Peak         | Spacewatch          | —         | MPC                           |
| 324729     | 2007 EH170 | 15 mar 2007 | Kitt Peak         | Spacewatch          | —         | MPC                           |
| 324730     | 2007 EZ170 | 15 mar 2007 | Catalina          | CSS                 | —         | MPC                           |
| 324731     | 2007 ES171 | 11 mar 2007 | Mount Lemmon      | Mount Lemmon Survey | Brangane  | MPC                           |
| 324732     | 2007 EY174 | 14 mar 2007 | Kitt Peak         | Spacewatch          | —         | MPC                           |
| 324733     | 2007 EX179 | 14 mar 2007 | Mount Lemmon      | Mount Lemmon Survey | —         | MPC                           |
| 324734     | 2007 EO181 | 14 mar 2007 | Kitt Peak         | Spacewatch          | —         | MPC                           |
| 324735     | 2007 EY182 | 15 mar 2007 | Mount Lemmon      | Mount Lemmon Survey | —         | MPC                           |
| 324736     | 2007 EX190 | 25 fev 2007 | Mount Lemmon      | Mount Lemmon Survey | Brangane  | MPC                           |
| 324737     | 2007 EA191 | 13 mar 2007 | Kitt Peak         | Spacewatch          | —         | MPC                           |
| 324738     | 2007 EF192 | 10 mar 2007 | Kitt Peak         | Spacewatch          | Ursula    | MPC                           |
| 324739     | 2007 EF197 | 15 mar 2007 | Kitt Peak         | Spacewatch          | —         | MPC                           |
| 324740     | 2007 EU202 | 9 mar 2007  | Mount Lemmon      | Mount Lemmon Survey | —         | MPC                           |
| 324741     | 2007 ET210 | 8 mar 2007  | Palomar           | NEAT                | Flora     | MPC                           |
| 324742     | 2007 EJ217 | 10 mar 2007 | Kitt Peak         | Spacewatch          | —         | MPC                           |
| 324743     | 2007 EC222 | 11 mar 2007 | Mount Lemmon      | Mount Lemmon Survey | —         | MPC                           |
| 324744     | 2007 ES222 | 15 mar 2007 | Mount Lemmon      | Mount Lemmon Survey | —         | MPC                           |
| 324745     | 2007 EH223 | 14 mar 2007 | Siding Spring     | SSS                 | —         | MPC                           |
| 324746     | 2007 EH224 | 14 mar 2007 | Kitt Peak         | Spacewatch          | —         | MPC                           |
| 324747     | 2007 FO6   | 16 mar 2007 | Mount Lemmon      | Mount Lemmon Survey | —         | MPC                           |
| 324748     | 2007 FQ25  | 20 mar 2007 | Kitt Peak         | Spacewatch          | —         | MPC                           |
| 324749     | 2007 FW30  | 20 mar 2007 | Mount Lemmon      | Mount Lemmon Survey | —         | MPC                           |
| 324750     | 2007 FR32  | 20 mar 2007 | Kitt Peak         | Spacewatch          | Themis    | MPC                           |
| 324751     | 2007 FF33  | 21 mar 2007 | Socorro           | LINEAR              | —         | MPC                           |
| 324752     | 2007 FS40  | 9 mar 2007  | Kitt Peak         | Spacewatch          | —         | MPC                           |
| 324753     | 2007 FQ44  | 20 mar 2007 | Mount Lemmon      | Mount Lemmon Survey | —         | MPC                           |
| 324754     | 2007 FQ45  | 26 mar 2007 | Mount Lemmon      | Mount Lemmon Survey | —         | MPC                           |
| 324755     | 2007 FN46  | 26 mar 2007 | Mount Lemmon      | Mount Lemmon Survey | Brangane  | MPC                           |
| 324756     | 2007 FQ49  | 26 mar 2007 | Catalina          | CSS                 | Eos       | MPC                           |
| 324757     | 2007 GB4   | 6 abr 2007  | Antares           | ARO                 | —         | MPC                           |
| 324758     | 2007 GC5   | 11 abr 2007 | Bergisch Gladbach | W. Bickel           | —         | MPC                           |
| 324759     | 2007 GL15  | 11 abr 2007 | Mount Lemmon      | Mount Lemmon Survey | —         | MPC                           |
| 324760     | 2007 GV16  | 11 abr 2007 | Kitt Peak         | Spacewatch          | —         | MPC                           |
| 324761     | 2007 GC18  | 11 abr 2007 | Kitt Peak         | Spacewatch          | —         | MPC                           |
| 324762     | 2007 GS19  | 11 abr 2007 | Kitt Peak         | Spacewatch          | —         | MPC                           |
| 324763     | 2007 GB25  | 28 mar 2007 | Siding Spring     | SSS                 | —         | MPC                           |
| 324764     | 2007 GH29  | 11 abr 2007 | Mount Lemmon      | Mount Lemmon Survey | —         | MPC                           |
| 324765     | 2007 GK33  | 11 abr 2007 | Mount Lemmon      | Mount Lemmon Survey | —         | MPC                           |
| 324766     | 2007 GS33  | 11 abr 2007 | Mount Lemmon      | Mount Lemmon Survey | Ursula    | MPC                           |
| 324767     | 2007 GJ37  | 14 abr 2007 | Kitt Peak         | Spacewatch          | —         | MPC                           |
| 324768     | 2007 GA38  | 14 abr 2007 | Kitt Peak         | Spacewatch          | —         | MPC                           |
| 324769     | 2007 GW39  | 14 abr 2007 | Kitt Peak         | Spacewatch          | —         | MPC                           |
| 324770     | 2007 GR40  | 14 abr 2007 | Kitt Peak         | Spacewatch          | —         | MPC                           |
| 324771     | 2007 GC42  | 14 abr 2007 | Kitt Peak         | Spacewatch          | —         | MPC                           |
| 324772     | 2007 GD45  | 14 abr 2007 | Kitt Peak         | Spacewatch          | Ursula    | MPC                           |
| 324773     | 2007 GF46  | 14 abr 2007 | Kitt Peak         | Spacewatch          | —         | MPC                           |
| 324774     | 2007 GX46  | 14 abr 2007 | Kitt Peak         | Spacewatch          | —         | MPC                           |
| 324775     | 2007 GM48  | 14 abr 2007 | Kitt Peak         | Spacewatch          | —         | MPC                           |
| 324776     | 2007 GE49  | 14 abr 2007 | Mount Lemmon      | Mount Lemmon Survey | —         | MPC                           |
| 324777     | 2007 GZ51  | 15 abr 2007 | Kitt Peak         | Spacewatch          | —         | MPC                           |
| 324778     | 2007 GF53  | 14 abr 2007 | Mount Lemmon      | Mount Lemmon Survey | —         | MPC                           |
| 324779     | 2007 GJ57  | 15 abr 2007 | Kitt Peak         | Spacewatch          | —         | MPC                           |
| 324780     | 2007 GK58  | 15 abr 2007 | Kitt Peak         | Spacewatch          | —         | MPC                           |
| 324781     | 2007 GW58  | 15 abr 2007 | Mount Lemmon      | Mount Lemmon Survey | —         | MPC                           |
| 324782     | 2007 GQ61  | 15 abr 2007 | Kitt Peak         | Spacewatch          | —         | MPC                           |
| 324783     | 2007 GH66  | 7 out 2004  | Kitt Peak         | Spacewatch          | —         | MPC                           |
| 324784     | 2007 GN66  | 15 abr 2007 | Kitt Peak         | Spacewatch          | Brangane  | MPC                           |
| 324785     | 2007 GS66  | 15 abr 2007 | Kitt Peak         | Spacewatch          | —         | MPC                           |
| 324786     | 2007 GC73  | 15 abr 2007 | Catalina          | CSS                 | —         | MPC                           |
| 324787     | 2007 GR75  | 15 abr 2007 | Moletai           | Molėtai Obs.        | —         | MPC                           |
| 324788     | 2007 GU75  | 15 abr 2007 | Kitt Peak         | Spacewatch          | —         | MPC                           |
| 324789     | 2007 GA76  | 14 abr 2007 | Kitt Peak         | Spacewatch          | —         | MPC                           |
| 324790     | 2007 HJ7   | 16 abr 2007 | Catalina          | CSS                 | —         | MPC                           |
| 324791     | 2007 HT10  | 18 abr 2007 | Mount Lemmon      | Mount Lemmon Survey | Brangane  | MPC                           |
| 324792     | 2007 HV12  | 16 abr 2007 | Catalina          | CSS                 | —         | MPC                           |
| 324793     | 2007 HH13  | 18 abr 2007 | Kitt Peak         | Spacewatch          | —         | MPC                           |
| 324794     | 2007 HZ15  | 18 abr 2007 | Kitt Peak         | Spacewatch          | —         | MPC                           |
| 324795     | 2007 HW19  | 18 abr 2007 | Kitt Peak         | Spacewatch          | —         | MPC                           |
| 324796     | 2007 HZ19  | 18 abr 2007 | Kitt Peak         | Spacewatch          | —         | MPC                           |
| 324797     | 2007 HG20  | 18 abr 2007 | Kitt Peak         | Spacewatch          | Brangane  | MPC                           |
| 324798     | 2007 HO20  | 18 abr 2007 | Kitt Peak         | Spacewatch          | —         | MPC                           |
| 324799     | 2007 HD29  | 19 abr 2007 | Anderson Mesa     | LONEOS              | —         | MPC                           |
| 324800     | 2007 HP44  | 18 abr 2007 | Mount Lemmon      | Mount Lemmon Survey | —         | MPC                           |

## 324801–324900
| Designação | Designação | Descoberta  | Descoberta      | Descobridor(es)     | Categoria | Mais informações / Referência |
| Permanente | Provisória | Data        | Local           | Descobridor(es)     | Categoria | Mais informações / Referência |
| ---------- | ---------- | ----------- | --------------- | ------------------- | --------- | ----------------------------- |
| 324801     | 2007 HO45  | 18 abr 2007 | Kitt Peak       | Spacewatch          | —         | MPC                           |
| 324802     | 2007 HW45  | 18 abr 2007 | Mount Lemmon    | Mount Lemmon Survey | —         | MPC                           |
| 324803     | 2007 HY46  | 20 abr 2007 | Mount Lemmon    | Mount Lemmon Survey | —         | MPC                           |
| 324804     | 2007 HL48  | 20 abr 2007 | Kitt Peak       | Spacewatch          | —         | MPC                           |
| 324805     | 2007 HH49  | 20 abr 2007 | Kitt Peak       | Spacewatch          | —         | MPC                           |
| 324806     | 2007 HN49  | 20 abr 2007 | Kitt Peak       | Spacewatch          | —         | MPC                           |
| 324807     | 2007 HL50  | 20 abr 2007 | Kitt Peak       | Spacewatch          | Brangane  | MPC                           |
| 324808     | 2007 HE53  | 20 abr 2007 | Kitt Peak       | Spacewatch          | —         | MPC                           |
| 324809     | 2007 HB57  | 22 abr 2007 | Mount Lemmon    | Mount Lemmon Survey | —         | MPC                           |
| 324810     | 2007 HT59  | 18 abr 2007 | Mount Lemmon    | Mount Lemmon Survey | —         | MPC                           |
| 324811     | 2007 HW59  | 18 abr 2007 | Mount Lemmon    | Mount Lemmon Survey | Brangane  | MPC                           |
| 324812     | 2007 HY59  | 18 abr 2007 | Mount Lemmon    | Mount Lemmon Survey | —         | MPC                           |
| 324813     | 2007 HY64  | 22 abr 2007 | Mount Lemmon    | Mount Lemmon Survey | Brangane  | MPC                           |
| 324814     | 2007 HO66  | 22 abr 2007 | Mount Lemmon    | Mount Lemmon Survey | —         | MPC                           |
| 324815     | 2007 HU67  | 23 abr 2007 | Kitt Peak       | Spacewatch          | —         | MPC                           |
| 324816     | 2007 HD71  | 20 abr 2007 | Lulin           | LUSS                | —         | MPC                           |
| 324817     | 2007 HZ75  | 22 abr 2007 | Kitt Peak       | Spacewatch          | —         | MPC                           |
| 324818     | 2007 HU80  | 25 abr 2007 | Mount Lemmon    | Mount Lemmon Survey | —         | MPC                           |
| 324819     | 2007 HZ80  | 25 abr 2007 | Mount Lemmon    | Mount Lemmon Survey | —         | MPC                           |
| 324820     | 2007 HB81  | 25 abr 2007 | Mount Lemmon    | Mount Lemmon Survey | —         | MPC                           |
| 324821     | 2007 HR81  | 25 abr 2007 | Mount Lemmon    | Mount Lemmon Survey | —         | MPC                           |
| 324822     | 2007 HQ84  | 22 abr 2007 | Kitt Peak       | Spacewatch          | —         | MPC                           |
| 324823     | 2007 HL86  | 24 abr 2007 | Kitt Peak       | Spacewatch          | —         | MPC                           |
| 324824     | 2007 HE87  | 24 abr 2007 | Kitt Peak       | Spacewatch          | —         | MPC                           |
| 324825     | 2007 HY90  | 16 abr 2007 | Mount Lemmon    | Mount Lemmon Survey | —         | MPC                           |
| 324826     | 2007 HV91  | 20 abr 2007 | Mount Lemmon    | Mount Lemmon Survey | —         | MPC                           |
| 324827     | 2007 HL96  | 18 abr 2007 | Kitt Peak       | Spacewatch          | —         | MPC                           |
| 324828     | 2007 HM96  | 18 abr 2007 | Kitt Peak       | Spacewatch          | —         | MPC                           |
| 324829     | 2007 HC97  | 25 mar 2007 | Mount Lemmon    | Mount Lemmon Survey | —         | MPC                           |
| 324830     | 2007 HU97  | 22 abr 2007 | Mount Lemmon    | Mount Lemmon Survey | —         | MPC                           |
| 324831     | 2007 JU1   | 7 mai 2007  | Catalina        | CSS                 | —         | MPC                           |
| 324832     | 2007 JG3   | 5 jan 2006  | Catalina        | CSS                 | —         | MPC                           |
| 324833     | 2007 JQ3   | 6 mai 2007  | Kitt Peak       | Spacewatch          | Brangane  | MPC                           |
| 324834     | 2007 JN9   | 9 mai 2007  | Catalina        | CSS                 | —         | MPC                           |
| 324835     | 2007 JB10  | 11 mai 2007 | Catalina        | CSS                 | —         | MPC                           |
| 324836     | 2007 JD12  | 7 mai 2007  | Kitt Peak       | Spacewatch          | —         | MPC                           |
| 324837     | 2007 JP12  | 7 mai 2007  | Kitt Peak       | Spacewatch          | —         | MPC                           |
| 324838     | 2007 JB13  | 7 mai 2007  | Kitt Peak       | Spacewatch          | —         | MPC                           |
| 324839     | 2007 JZ36  | 9 mai 2007  | Catalina        | CSS                 | —         | MPC                           |
| 324840     | 2007 JZ42  | 15 mai 2007 | Mount Lemmon    | Mount Lemmon Survey | —         | MPC                           |
| 324841     | 2007 JC43  | 10 mai 2007 | Anderson Mesa   | LONEOS              | Brangane  | MPC                           |
| 324842     | 2007 JG44  | 12 mai 2007 | Purple Mountain | PMO NEO             | —         | MPC                           |
| 324843     | 2007 KM    | 16 mai 2007 | Kitt Peak       | Spacewatch          | —         | MPC                           |
| 324844     | 2007 KW3   | 23 mai 2007 | Mount Lemmon    | Mount Lemmon Survey | —         | MPC                           |
| 324845     | 2007 KD4   | 23 mai 2007 | 7300            | W. K. Y. Yeung      | —         | MPC                           |
| 324846     | 2007 KY5   | 24 mai 2007 | Mount Lemmon    | Mount Lemmon Survey | —         | MPC                           |
| 324847     | 2007 LS1   | 7 jun 2007  | Kitt Peak       | Spacewatch          | —         | MPC                           |
| 324848     | 2007 LW5   | 13 mai 2007 | Kitt Peak       | Spacewatch          | —         | MPC                           |
| 324849     | 2007 LN6   | 8 jun 2007  | Kitt Peak       | Spacewatch          | Brangane  | MPC                           |
| 324850     | 2007 LS6   | 8 jun 2007  | Kitt Peak       | Spacewatch          | —         | MPC                           |
| 324851     | 2007 LU7   | 8 jun 2007  | Kitt Peak       | Spacewatch          | —         | MPC                           |
| 324852     | 2007 LZ7   | 25 abr 2007 | Kitt Peak       | Spacewatch          | —         | MPC                           |
| 324853     | 2007 LO8   | 9 jun 2007  | Kitt Peak       | Spacewatch          | —         | MPC                           |
| 324854     | 2007 LD27  | 12 jun 2007 | Kitt Peak       | Spacewatch          | —         | MPC                           |
| 324855     | 2007 LH28  | 15 jun 2007 | Kitt Peak       | Spacewatch          | —         | MPC                           |
| 324856     | 2007 LL33  | 6 jun 2007  | Catalina        | CSS                 | —         | MPC                           |
| 324857     | 2007 LG34  | 8 jun 2007  | Kitt Peak       | Spacewatch          | —         | MPC                           |
| 324858     | 2007 LB37  | 12 jun 2007 | Kitt Peak       | Spacewatch          | —         | MPC                           |
| 324859     | 2007 MS4   | 17 jun 2007 | Kitt Peak       | Spacewatch          | Brangane  | MPC                           |
| 324860     | 2007 RO227 | 10 set 2007 | Mount Lemmon    | Mount Lemmon Survey | —         | MPC                           |
| 324861     | 2007 RM290 | 10 set 2007 | Mount Lemmon    | Mount Lemmon Survey | —         | MPC                           |
| 324862     | 2007 RU301 | 14 set 2007 | Mount Lemmon    | Mount Lemmon Survey | —         | MPC                           |
| 324863     | 2007 TC6   | 6 out 2007  | Pla D'Arguines  | R. Ferrando         | —         | MPC                           |
| 324864     | 2007 TW66  | 12 out 2007 | 7300            | W. K. Y. Yeung      | —         | MPC                           |
| 324865     | 2007 TQ119 | 9 out 2007  | Mount Lemmon    | Mount Lemmon Survey | —         | MPC                           |
| 324866     | 2007 TZ125 | 6 out 2007  | Kitt Peak       | Spacewatch          | —         | MPC                           |
| 324867     | 2007 TX142 | 15 out 2007 | Dauban          | Chante-Perdrix Obs. | —         | MPC                           |
| 324868     | 2007 TX171 | 13 out 2007 | Socorro         | LINEAR              | —         | MPC                           |
| 324869     | 2007 TN211 | 7 out 2007  | Kitt Peak       | Spacewatch          | —         | MPC                           |
| 324870     | 2007 TU218 | 7 out 2007  | Kitt Peak       | Spacewatch          | —         | MPC                           |
| 324871     | 2007 TT231 | 8 out 2007  | Kitt Peak       | Spacewatch          | —         | MPC                           |
| 324872     | 2007 TT232 | 8 out 2007  | Kitt Peak       | Spacewatch          | —         | MPC                           |
| 324873     | 2007 TV272 | 9 out 2007  | Kitt Peak       | Spacewatch          | —         | MPC                           |
| 324874     | 2007 TD275 | 11 out 2007 | Catalina        | CSS                 | —         | MPC                           |
| 324875     | 2007 TW293 | 9 out 2007  | Mount Lemmon    | Mount Lemmon Survey | —         | MPC                           |
| 324876     | 2007 TK318 | 10 set 2007 | Mount Lemmon    | Mount Lemmon Survey | —         | MPC                           |
| 324877     | 2007 TZ362 | 14 out 2007 | Mount Lemmon    | Mount Lemmon Survey | —         | MPC                           |
| 324878     | 2007 TU373 | 14 out 2007 | Kitt Peak       | Spacewatch          | —         | MPC                           |
| 324879     | 2007 TN380 | 14 out 2007 | Kitt Peak       | Spacewatch          | —         | MPC                           |
| 324880     | 2007 TT392 | 15 out 2007 | Catalina        | CSS                 | —         | MPC                           |
| 324881     | 2007 TP398 | 15 out 2007 | Kitt Peak       | Spacewatch          | —         | MPC                           |
| 324882     | 2007 TG442 | 11 out 2007 | Catalina        | CSS                 | —         | MPC                           |
| 324883     | 2007 UH14  | 16 out 2007 | Kitt Peak       | Spacewatch          | —         | MPC                           |
| 324884     | 2007 UG25  | 16 out 2007 | Kitt Peak       | Spacewatch          | —         | MPC                           |
| 324885     | 2007 UD38  | 19 out 2007 | Kitt Peak       | Spacewatch          | —         | MPC                           |
| 324886     | 2007 UE44  | 4 abr 2002  | Kitt Peak       | Spacewatch          | —         | MPC                           |
| 324887     | 2007 UN65  | 31 out 2007 | Catalina        | CSS                 | —         | MPC                           |
| 324888     | 2007 UN71  | 30 out 2007 | Catalina        | CSS                 | —         | MPC                           |
| 324889     | 2007 UN101 | 30 out 2007 | Kitt Peak       | Spacewatch          | —         | MPC                           |
| 324890     | 2007 UK132 | 19 out 2007 | Mount Lemmon    | Mount Lemmon Survey | —         | MPC                           |
| 324891     | 2007 UP139 | 24 out 2007 | Mount Lemmon    | Mount Lemmon Survey | —         | MPC                           |
| 324892     | 2007 VD15  | 1 nov 2007  | Kitt Peak       | Spacewatch          | —         | MPC                           |
| 324893     | 2007 VJ52  | 1 nov 2007  | Kitt Peak       | Spacewatch          | —         | MPC                           |
| 324894     | 2007 VP54  | 1 nov 2007  | Kitt Peak       | Spacewatch          | —         | MPC                           |
| 324895     | 2007 VW95  | 7 nov 2007  | La Sagra        | Mallorca Obs.       | —         | MPC                           |
| 324896     | 2007 VL103 | 3 nov 2007  | Kitt Peak       | Spacewatch          | —         | MPC                           |
| 324897     | 2007 VO110 | 3 nov 2007  | Kitt Peak       | Spacewatch          | —         | MPC                           |
| 324898     | 2007 VJ122 | 5 nov 2007  | Kitt Peak       | Spacewatch          | —         | MPC                           |
| 324899     | 2007 VU126 | 11 nov 2007 | Bisei SG Center | BATTeRS             | —         | MPC                           |
| 324900     | 2007 VG141 | 4 nov 2007  | Kitt Peak       | Spacewatch          | —         | MPC                           |

## 324901–325000
| Designação         | Designação | Descoberta  | Descoberta      | Descobridor(es)     | Categoria | Mais informações / Referência |
| Permanente         | Provisória | Data        | Local           | Descobridor(es)     | Categoria | Mais informações / Referência |
| ------------------ | ---------- | ----------- | --------------- | ------------------- | --------- | ----------------------------- |
| 324901             | 2007 VJ145 | 4 nov 2007  | Kitt Peak       | Spacewatch          | —         | MPC                           |
| 324902             | 2007 VS157 | 5 nov 2007  | Kitt Peak       | Spacewatch          | —         | MPC                           |
| 324903             | 2007 VU183 | 8 nov 2007  | Mount Lemmon    | Mount Lemmon Survey | —         | MPC                           |
| 324904             | 2007 VU192 | 4 nov 2007  | Mount Lemmon    | Mount Lemmon Survey | —         | MPC                           |
| 324905             | 2007 VD207 | 9 nov 2007  | Catalina        | CSS                 | —         | MPC                           |
| 324906             | 2007 VP211 | 9 nov 2007  | Kitt Peak       | Spacewatch          | —         | MPC                           |
| 324907             | 2007 VV216 | 9 nov 2007  | Kitt Peak       | Spacewatch          | —         | MPC                           |
| 324908             | 2007 VL231 | 7 nov 2007  | Kitt Peak       | Spacewatch          | —         | MPC                           |
| 324909             | 2007 VP236 | 11 nov 2007 | Mount Lemmon    | Mount Lemmon Survey | —         | MPC                           |
| 324910             | 2007 VX237 | 12 nov 2007 | Catalina        | CSS                 | —         | MPC                           |
| 324911             | 2007 VP244 | 15 nov 2007 | Socorro         | LINEAR              | —         | MPC                           |
| 324912             | 2007 VZ244 | 14 nov 2007 | Bisei SG Center | BATTeRS             | —         | MPC                           |
| 324913             | 2007 VN247 | 13 nov 2007 | Mount Lemmon    | Mount Lemmon Survey | —         | MPC                           |
| 324914             | 2007 VB252 | 12 nov 2007 | Catalina        | CSS                 | —         | MPC                           |
| 324915             | 2007 VV289 | 2 nov 2007  | Kitt Peak       | Spacewatch          | —         | MPC                           |
| 324916             | 2007 VZ290 | 14 nov 2007 | Kitt Peak       | Spacewatch          | —         | MPC                           |
| 324917             | 2007 VW292 | 15 nov 2007 | Catalina        | CSS                 | —         | MPC                           |
| 324918             | 2007 VW308 | 8 nov 2007  | Kitt Peak       | Spacewatch          | —         | MPC                           |
| 324919             | 2007 VC309 | 9 nov 2007  | Mount Lemmon    | Mount Lemmon Survey | —         | MPC                           |
| 324920             | 2007 VF311 | 3 nov 2007  | Kitt Peak       | Spacewatch          | —         | MPC                           |
| 324921             | 2007 VW320 | 2 nov 2007  | Catalina        | CSS                 | —         | MPC                           |
| 324922             | 2007 VS326 | 4 nov 2007  | Kitt Peak       | Spacewatch          | —         | MPC                           |
| 324923             | 2007 VB331 | 5 nov 2007  | Mount Lemmon    | Mount Lemmon Survey | —         | MPC                           |
| 324924             | 2007 VR333 | 11 nov 2007 | Mount Lemmon    | Mount Lemmon Survey | —         | MPC                           |
| 324925 Vivantdenon | 2007 WO1   | 17 nov 2007 | Saint-Sulpice   | B. Christophe       | —         | MPC                           |
| 324926             | 2007 WW1   | 17 nov 2007 | Socorro         | LINEAR              | —         | MPC                           |
| 324927             | 2007 WL7   | 18 nov 2007 | Socorro         | LINEAR              | —         | MPC                           |
| 324928             | 2007 WC11  | 2 nov 2007  | Mount Lemmon    | Mount Lemmon Survey | —         | MPC                           |
| 324929             | 2007 WE21  | 18 nov 2007 | Mount Lemmon    | Mount Lemmon Survey | —         | MPC                           |
| 324930             | 2007 WJ32  | 24 out 2007 | Mount Lemmon    | Mount Lemmon Survey | —         | MPC                           |
| 324931             | 2007 WF56  | 30 nov 2007 | Lulin           | LUSS                | —         | MPC                           |
| 324932             | 2007 XC1   | 2 dez 2007  | Lulin           | LUSS                | —         | MPC                           |
| 324933             | 2007 XU15  | 8 dez 2007  | Bisei SG Center | BATTeRS             | —         | MPC                           |
| 324934             | 2007 XZ20  | 12 dez 2007 | La Sagra        | Mallorca Obs.       | —         | MPC                           |
| 324935             | 2007 XC21  | 13 dez 2007 | Pla D'Arguines  | R. Ferrando         | —         | MPC                           |
| 324936             | 2007 XP23  | 9 dez 2007  | Bisei SG Center | BATTeRS             | —         | MPC                           |
| 324937             | 2007 XV34  | 13 dez 2007 | Socorro         | LINEAR              | —         | MPC                           |
| 324938             | 2007 XG37  | 6 dez 2007  | Kitt Peak       | Spacewatch          | —         | MPC                           |
| 324939             | 2007 XG40  | 13 dez 2007 | Socorro         | LINEAR              | —         | MPC                           |
| 324940             | 2007 XE46  | 15 dez 2007 | Catalina        | CSS                 | —         | MPC                           |
| 324941             | 2007 XR49  | 15 dez 2007 | Kitt Peak       | Spacewatch          | —         | MPC                           |
| 324942             | 2007 XW53  | 5 dez 2007  | Mount Lemmon    | Mount Lemmon Survey | —         | MPC                           |
| 324943             | 2007 XM56  | 3 dez 2007  | Kitt Peak       | Spacewatch          | —         | MPC                           |
| 324944             | 2007 XQ58  | 10 dez 2007 | Socorro         | LINEAR              | —         | MPC                           |
| 324945             | 2007 YL6   | 12 mar 2002 | Palomar         | NEAT                | —         | MPC                           |
| 324946             | 2007 YU8   | 16 dez 2007 | Mount Lemmon    | Mount Lemmon Survey | —         | MPC                           |
| 324947             | 2007 YY13  | 17 dez 2007 | Mount Lemmon    | Mount Lemmon Survey | —         | MPC                           |
| 324948             | 2007 YT26  | 18 dez 2007 | Mount Lemmon    | Mount Lemmon Survey | —         | MPC                           |
| 324949             | 2007 YQ28  | 19 dez 2007 | Kitt Peak       | Spacewatch          | —         | MPC                           |
| 324950             | 2007 YH30  | 28 dez 2007 | Kitt Peak       | Spacewatch          | Mitidika  | MPC                           |
| 324951             | 2007 YW30  | 28 dez 2007 | Kitt Peak       | Spacewatch          | —         | MPC                           |
| 324952             | 2007 YR43  | 30 dez 2007 | Kitt Peak       | Spacewatch          | —         | MPC                           |
| 324953             | 2007 YC44  | 30 dez 2007 | Mount Lemmon    | Mount Lemmon Survey | —         | MPC                           |
| 324954             | 2007 YL53  | 30 dez 2007 | Mount Lemmon    | Mount Lemmon Survey | —         | MPC                           |
| 324955             | 2007 YE54  | 31 dez 2007 | Mount Lemmon    | Mount Lemmon Survey | —         | MPC                           |
| 324956             | 2007 YY54  | 31 dez 2007 | Catalina        | CSS                 | —         | MPC                           |
| 324957             | 2007 YG57  | 28 dez 2007 | Kitt Peak       | Spacewatch          | —         | MPC                           |
| 324958             | 2007 YW62  | 30 dez 2007 | Mount Lemmon    | Mount Lemmon Survey | Mitidika  | MPC                           |
| 324959             | 2007 YN66  | 30 dez 2007 | Kitt Peak       | Spacewatch          | —         | MPC                           |
| 324960             | 2007 YT72  | 19 dez 2007 | Mount Lemmon    | Mount Lemmon Survey | —         | MPC                           |
| 324961             | 2007 YV72  | 19 dez 2007 | Mount Lemmon    | Mount Lemmon Survey | —         | MPC                           |
| 324962             | 2007 YQ73  | 30 dez 2007 | Catalina        | CSS                 | —         | MPC                           |
| 324963             | 2007 YT74  | 31 dez 2007 | Kitt Peak       | Spacewatch          | —         | MPC                           |
| 324964             | 2008 AY3   | 4 dez 2007  | Kitt Peak       | Spacewatch          | —         | MPC                           |
| 324965             | 2008 AQ4   | 4 jan 2008  | Purple Mountain | PMO NEO             | —         | MPC                           |
| 324966             | 2008 AM7   | 10 jan 2008 | Kitt Peak       | Spacewatch          | Chloris   | MPC                           |
| 324967             | 2008 AC15  | 10 jan 2008 | Kitt Peak       | Spacewatch          | —         | MPC                           |
| 324968             | 2008 AY19  | 10 jan 2008 | Catalina        | CSS                 | —         | MPC                           |
| 324969             | 2008 AV20  | 10 jan 2008 | Mount Lemmon    | Mount Lemmon Survey | —         | MPC                           |
| 324970             | 2008 AF27  | 10 jan 2008 | Catalina        | CSS                 | —         | MPC                           |
| 324971             | 2008 AJ30  | 11 jan 2008 | Desert Eagle    | W. K. Y. Yeung      | —         | MPC                           |
| 324972             | 2008 AJ32  | 7 jan 2008  | La Sagra        | Mallorca Obs.       | —         | MPC                           |
| 324973             | 2008 AE37  | 10 jan 2008 | Kitt Peak       | Spacewatch          | —         | MPC                           |
| 324974             | 2008 AM43  | 10 jan 2008 | Kitt Peak       | Spacewatch          | —         | MPC                           |
| 324975             | 2008 AA46  | 11 jan 2008 | Kitt Peak       | Spacewatch          | —         | MPC                           |
| 324976             | 2008 AH56  | 11 jan 2008 | Kitt Peak       | Spacewatch          | —         | MPC                           |
| 324977             | 2008 AH58  | 11 jan 2008 | Kitt Peak       | Spacewatch          | —         | MPC                           |
| 324978             | 2008 AW64  | 11 jan 2008 | Mount Lemmon    | Mount Lemmon Survey | —         | MPC                           |
| 324979             | 2008 AJ71  | 12 jan 2008 | Kitt Peak       | Spacewatch          | —         | MPC                           |
| 324980             | 2008 AS75  | 11 jan 2008 | Mount Lemmon    | Mount Lemmon Survey | —         | MPC                           |
| 324981             | 2008 AB88  | 13 jan 2008 | Kitt Peak       | Spacewatch          | Mitidika  | MPC                           |
| 324982             | 2008 AL96  | 14 jan 2008 | Kitt Peak       | Spacewatch          | —         | MPC                           |
| 324983             | 2008 AR98  | 14 jan 2008 | Kitt Peak       | Spacewatch          | —         | MPC                           |
| 324984             | 2008 AJ107 | 15 jan 2008 | Kitt Peak       | Spacewatch          | —         | MPC                           |
| 324985             | 2008 AQ114 | 10 jan 2008 | Kitt Peak       | Spacewatch          | —         | MPC                           |
| 324986             | 2008 AQ136 | 13 jan 2008 | Mount Lemmon    | Mount Lemmon Survey | —         | MPC                           |
| 324987             | 2008 AB137 | 15 jan 2008 | Mount Lemmon    | Mount Lemmon Survey | —         | MPC                           |
| 324988             | 2008 BA7   | 16 jan 2008 | Kitt Peak       | Spacewatch          | —         | MPC                           |
| 324989             | 2008 BJ7   | 16 jan 2008 | Kitt Peak       | Spacewatch          | —         | MPC                           |
| 324990             | 2008 BW9   | 16 jan 2008 | Kitt Peak       | Spacewatch          | —         | MPC                           |
| 324991             | 2008 BD10  | 16 jan 2008 | Kitt Peak       | Spacewatch          | —         | MPC                           |
| 324992             | 2008 BA13  | 10 out 2007 | Mount Lemmon    | Mount Lemmon Survey | —         | MPC                           |
| 324993             | 2008 BQ13  | 19 jan 2008 | Mount Lemmon    | Mount Lemmon Survey | —         | MPC                           |
| 324994             | 2008 BV14  | 28 jan 2008 | Altschwendt     | W. Ries             | —         | MPC                           |
| 324995             | 2008 BA15  | 8 nov 2007  | Mount Lemmon    | Mount Lemmon Survey | —         | MPC                           |
| 324996             | 2008 BW15  | 28 jan 2008 | Lulin           | LUSS                | —         | MPC                           |
| 324997             | 2008 BF18  | 30 jan 2008 | Mount Lemmon    | Mount Lemmon Survey | —         | MPC                           |
| 324998             | 2008 BA26  | 30 jan 2008 | Kitt Peak       | Spacewatch          | Mitidika  | MPC                           |
| 324999             | 2008 BX27  | 30 jan 2008 | Catalina        | CSS                 | —         | MPC                           |
| 325000             | 2008 BL28  | 30 jan 2008 | Mount Lemmon    | Mount Lemmon Survey | —         | MPC                           |